# Laurence Olivier
Laurence Kerr Olivier (Dorking, Surrey, 22 de mayo de 1907-Steyning, Sussex Occidental, 11 de julio de 1989) fue un actor y director británico. A lo largo de su vida, trabajó en 120 obras teatrales, 60 películas y 15 series de televisión. Ganador del Óscar al mejor actor y mejor película por Hamlet (1948), recibió en 1946 un Óscar honorífico por su trabajo en la película Enrique V y, en 1978, otro más por toda su carrera profesional.

## Primeros años

### 1907-1924: Nacimiento y juventud

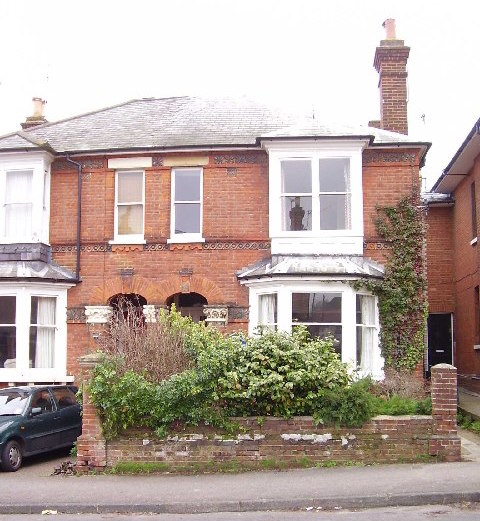
La casa de Wathen Road, Dorking, Surrey, donde Olivier nació en 1907

Olivier nació en Dorking, Surrey, el más pequeño de los tres hijos del reverendo Gerard Kerr Olivier (1869-1939) y su esposa Agnes Louise (de soltera, Crookenden; 1871-1920). Sus hermanos mayores eran Sybille (1901-1989) y Gerard Dacres "Dickie" (1904-1958). Su tatarabuelo era un descendiente de hugonotes franceses, por lo que Olivier provenía por parte de padre de una larga línea de clérigos protestantes. Gerard Olivier comenzó carrera como maestro pero en su treintena descubrió una gran vocación religiosa por lo que fue ordenado sacerdote por la Iglesia de Inglaterra. Fue un ritualista anglicano y le gustaba que se dirigieran a él como «Padre Olivier». Esto lo hizo inaceptable para la mayoría de las congregaciones anglicanas, y los únicos puestos de la iglesia que le ofrecieron fueron temporales, por lo general como suplente de sacerdotes titulares. Eso le llevó a él y a su familia a una existencia nómada y en los primeros años de Laurence no pudo vivir en un sitio fijo y hacer amigos.
En 1912, cuando Olivier tenía cinco años, se padre consiguió un puesto permanente como asistente del rector de St Saviour's, Pimlico. Ello le posibilitó que durante seis años, la familia tuvo una vida estable. Olivier amaba a su madre, pero no así a su padre al que encontraba frío y lejano. Sin embargo, aprendió mucho del arte de la interpretación de su padre. Cuando era joven, Gerard Olivier había considerado una carrera teatral y era un predicador dramático y eficaz. Olivier escribió que su padre sabía «cuándo bajar la voz, cuándo bramar sobre los peligros del fuego del infierno, cuándo repentinamente ponerse sentimental... Los rápidos cambios de humor y modales me absorbieron, y nunca los he olvidado.»

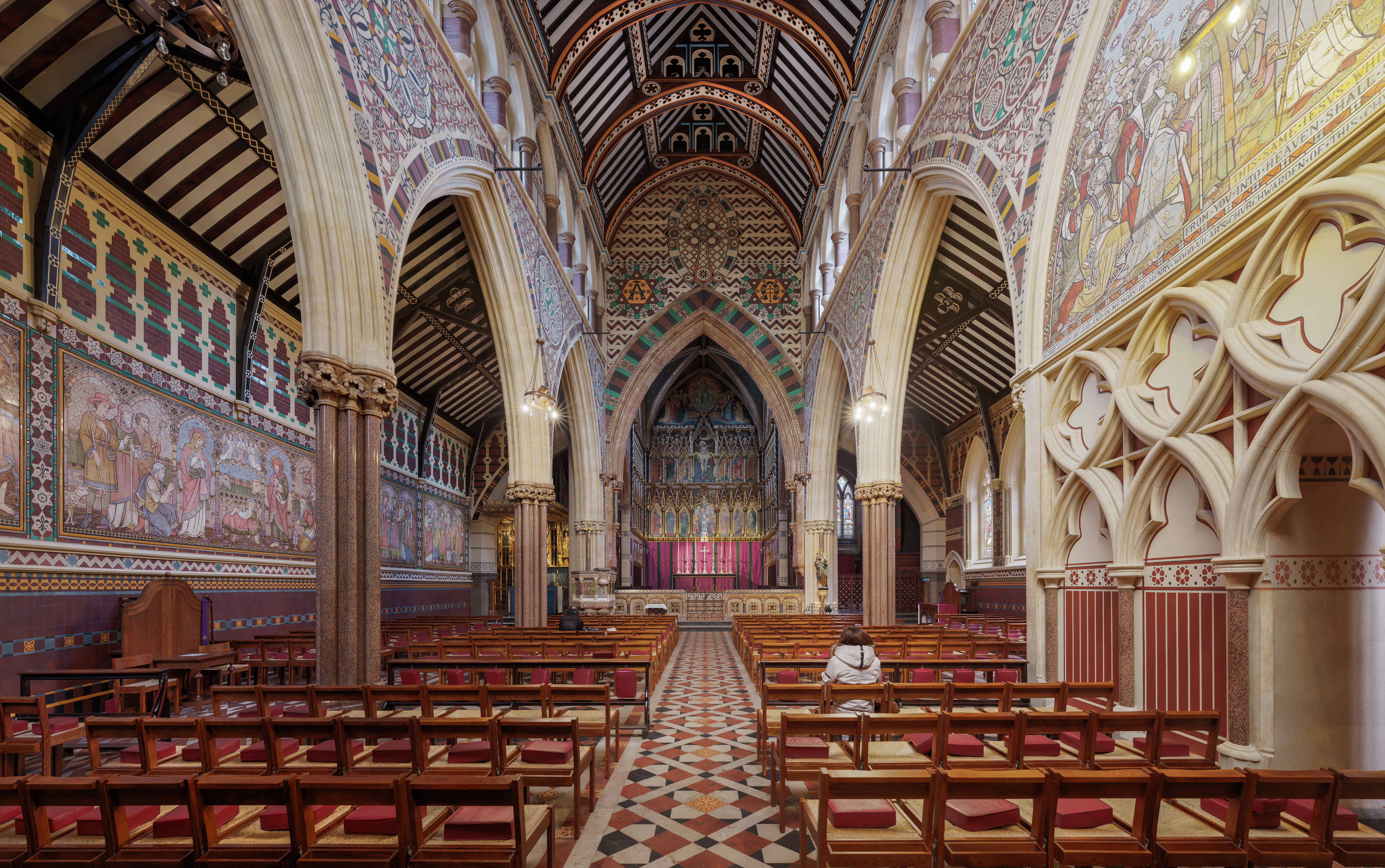
Interior del All Saints, Margaret Street

En 1916, después de ir a clases de preparación, Olivier pasó la prueba para entrar en la escuela de coro del All Saints, Margaret Street, en el centro de Londres. Su hermano mayor ya había sido alumno y Olivier se instaló gradualmente, aunque se sentía como un extraño. La teatralidad de los servicios llamaron la atención a Olivier, y el vicario animó a los estudiantes desarrollar un gusto por el drama secular y religioso. En una producción teatral escolar de Julio César de William Shakespeare en 1917, la interpretación de un Olivier de diez años llamó la atención al público entre los que se encontraban Lady Tree, una joven Sybil Thorndike y Ellen Terry, que escribiría en su diario, «El pequeño que hizo el papel de Bruto es ya un gran actor.» Más tarde ganó elogios en otras producciones escolares, como el de Maria en Twelfth Night (1918) y el de Katherine en The Taming of the Shrew (1922).
De All Saints, Olivier fue al St Edward's School en Oxford, de 1921 a 1924. Dejó poca huella hasta su último año, cuando interpretó a Puck en la producción escolar de Sueño de una noche de verano. Su interpretación supuso un aumento de su popularidad entre sus compañeros. En enero de 1924, su hermano dejó Inglaterra para trabajar en la India en una plantación de caucho. Olivier lo extrañaba mucho y le preguntó a su padre cuándo podría seguirlo. Recuerda en sus memorias que su padre le replicó, «No seas idiota, tú no vas a ir a la India. Tu sitio es el escenario.»

### 1924–1929ː Primeros años de actuación
En 1924 Gerard Olivier, hombre habitualmente frugal, dijo que su hijo no solo debía conseguir la admisión en el Central School of Speech Training and Dramatic Art, sino que también aspirara a una beca para cubrir sus gastos de matrícula y gastos de manutención. La hermana de Olivier había sido estudiante allí y fue la favorita de la fundadora de la escuela, Elsie Fogerty. Olivier especuló años después que fue precisamente eso por lo que Fogerty accedió a otorgarle la beca.

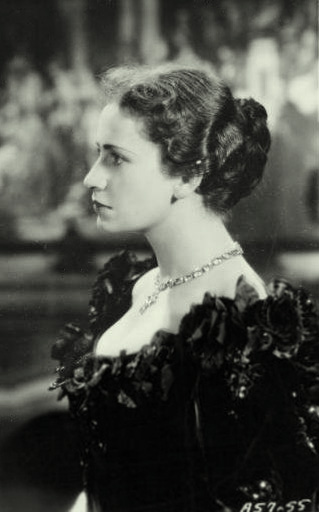
Peggy Ashcroft, amiga de Olivier en el Central School of Speech Training and Dramatic Art, fotografiada en 1936

Una de sus compañeras fue Peggy Ashcroft, que dijo de él que era «bastante descuidado porque sus mangas eran demasiado cortas y su cabello estaba erizado, pero era intensamente animado y muy divertido». Según él mismo admitió, no era un estudiante muy metódico, pero a Fogerty le gustaba y dijo que él y Ashcroft destacaban entre sus alumnos.
Después de abandonar el Central School en 1925, Olivier comenzó a trabajar en pequeñas compañías teatrales. Su debut profesional en el teatro fue un sketch titulado The Unfailing Instinct en el Hipódromo de Brighton en agosto de 1925, donde tropezó en su entrada y cayó de bruces. A finales de ese año, fue acogido por Sybil Thorndike (hija de una amigo del padre de Olivier) y su esposo Lewis Casson como actor secundario, suplente y asistente del director de escena de su compañía de Londres. Olivier modeló su estilo de la mano de Gerald du Maurier, que dijo de él que «parecía murmurar en el escenario pero tenía una técnica tan perfecta. Cuando comencé, estaba tan ocupado haciendo un du Maurier que nadie escuchó una palabra de lo que dije. Los actores de Shakespeare que uno veía eran radioaficionados terribles como Frank Benson.» La preocupación de Olivier por hablar con naturalidad y evitar lo que él califacaba de «cantar» los versos de Shakespeare fue la causa de mucha frustración al principio de su carrera, ya que los críticos no aprobaban su interpretación.
En 1926, bajo recomendación de Thorndike, Olivier se unió al Birmingham Repertory Company. Su biógrafo Michael Billington describe la compañía como «la universidad de Olivier». Ya en su segundo año se le dio el cargo de papeles importantes, como el de Tony Lumpkin en She Stoops to Conquer, el papel principal en Tío Vania o el de Parolles en All's Well That Ends Well. Billington agrega que el compromiso le llevó a «una amistad de por vida con su compañero actor Ralph Richardson que iba a tener un efecto decisivo en el teatro británico.»
Mientras estaba interpretando el papel en Bird in Hand en el Royalty Theatre en junio de 1928, Olivier comenzó su relación sentimental con Jill Esmond,  hija de los actores Henry V. Esmond y Eva Moore. Olivier recordaría posteriormente que pensaba que «ella sin duda lo haría muy bien como esposa ... No era probable que me fuera mejor a mi edad y con mi historial mediocre, así que rápidamente me enamoré de ella.»
En 1928 Olivier encarnó el papel de Stanhope en la obra Journey's End de R. C. Sherriff, que tuvo un gran éxito en el mismo estreno. Se le ofreció seguir el papel para el West End el año siguiente, pero lo rechazó en favor del glamuroso papel de Beau Geste en la adaptación al teatro de la novela homónima de P. C. Wren. Journey's End acabó siendo un gran éxito con muchos años en cartel; Beau Geste falló. The Manchester Guardian commentó, «Mr. Laurence Olivier hizo el mejor Beau, pero se merece y obtendrá mejor suerte. El Sr. Olivier se va a hacer un gran nombre». En lo que quedó el 1929 Olivier apareció en siete obras más, todas ellas de corta duración. Billington atribuye esta tasa de fracaso a las malas decisiones de Olivier en lugar de a la mera mala suerte.

### 1930-1935ː El ascenso de la estrella

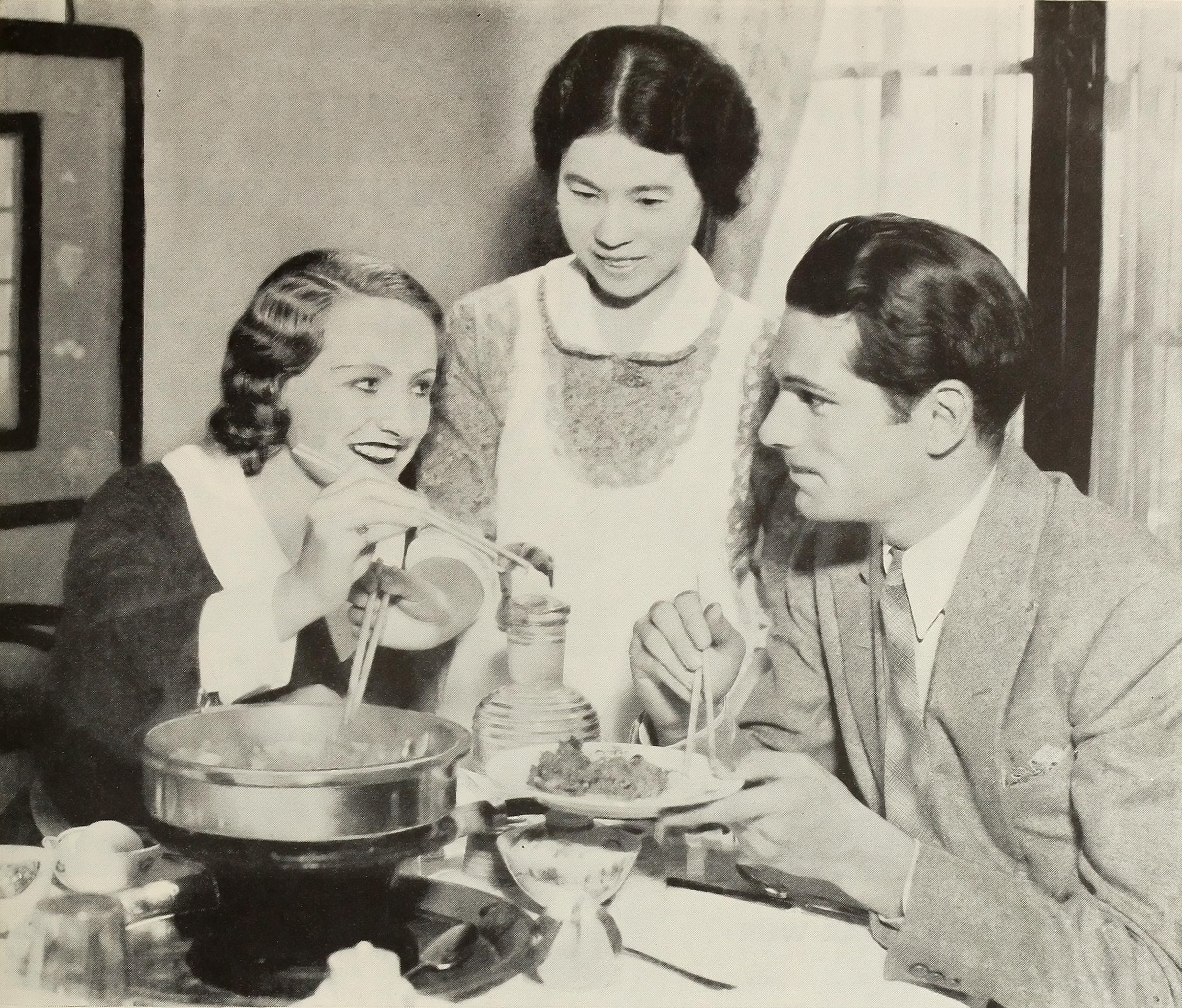
Olivier, con su primera mujer Jill Esmond (izquierda), en 1932

En 1930, con la idea del matrimonio en mente, Olivier consiguió algo de dinero extra con papeles en dos películas. En abril viajó hasta Berlín en la versión inglesa de The Temporary Widow, una comedia sobre crímenes con Lilian Harvey, y en mayo estuvo cuatro noches para rodar otra comedia, Too Many Crooks. Por estos dos films, Olivier cobraría 60 libras, y conoció a Laurence Evans, que se convertiría en su mánager personal. Olivier no disfrutaba del cine, que calificó como "este pequeño medio anémico que no podía soportar una gran actuación", pero financieramente le rentaba mucho más que sus trabajos de teatro.
Olivier y Esmond se casó el 25 de julio de 1930 en All Saints, Margaret Street, aunque a las pocas semanas ambos se dieron cuenta de que se habían equivocado. Olivier recordaría posteriormente que el matrimonio fue "un craso error. Insistí en casarme por una patética mezcla de impulso religioso y animal. ... Ella me admitió que nunca podría amarme tan completamente como yo desearía". Olivier recordaría posteriormente que después de la boda escribió un diario durante diez años y nunca más volvió a practicar prácticas religiosas, aunque consideró que esos hechos eran "meras coincidencias", ajenas a la propia boda.
En 1930 Noël Coward eligió a Olivier como Victor Prynne para su nueva obra Private Lives, que era la primera obra del Phoenix Theatre de Londres en septiembre. Coward y Gertrude Lawrence interpretaban los papeles principales, Elyot Chase y Amanda Prynne. Victor era un papel secundario. Fue un completo éxito y consideró a Coward como su mentor. En la década de los 60, Olivier comentaba a Sheridan Morley:

Me dio un sentido de equilibrio, de lo correcto y lo incorrecto. Él me haría leer. Nunca solía leer nada en absoluto. Recuerdo que me dijo, "Muy bien, chico, Wuthering Heights, Of Human Bondage y The Old Wives' Tale de Arnold Bennett. Léelas. Son las tres mejores". Lo hice. ... Noël también hizo algo valiosísimo, me enseñó a no reírme en el escenario. Una vez fui despedido por haberlo hecho y estuve a punto de ser despedido del representante de Birmingham por la misma razón. Noël me corrigió al tratar de hacerme reír escandalosamente, me enseñó a no ceder ante ella. Mi gran triunfo llegó en Nueva York cuando una noche logré romper a Noël en el escenario sin reírme."

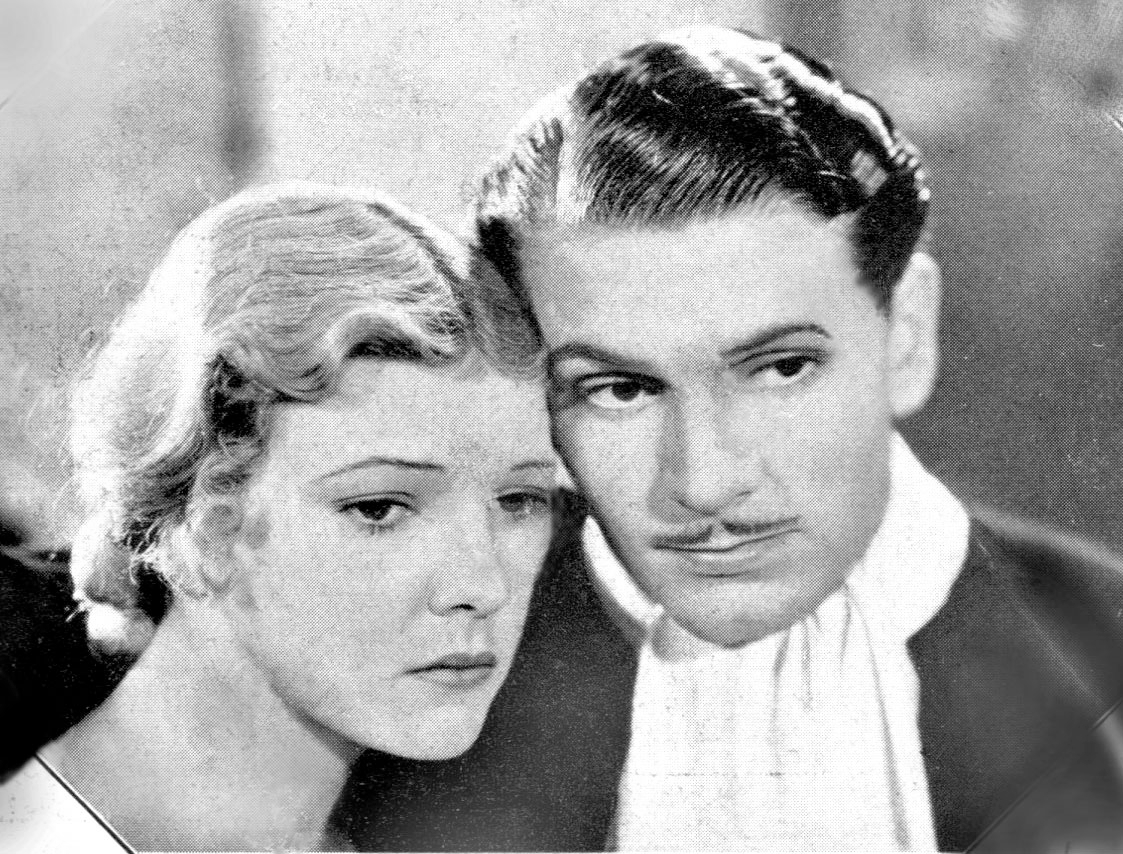
Elissa Landi y Olivier en una escena de El carnet amarillo de 1931

En 1931 RKO Pictures le ofreció a Olivier hacer dos películas a razón de mil dólares por semana. Habló con Coward sobre ello y le dijo a Olivier "No tienes integridad artística, ese es tu problema; así es como te abaratas." De todas maneras y con algunas dudas, aceptó la propuesta y se trasladó a Hollywood. Su primera película en Hollywood fue ¿Amigos o rivales? (Friends and Lovers ), en un papel secundario y después fue prestado a Fox Studios para ser el protagonista de la película de suspense en El carnet amarillo (The Yellow Ticket), junto a Elissa Landi y Lionel Barrymore. El historiador Jeffrey Richards describe el look de Olivier como un intento de Fox Studios de reproducir una imagen de Ronald Colman, y el bigote, la voz y los modales de Colman están "perfectamente reproducidos". Olivier volvió a RKO para completar su contrato con el drama de 1932 Divorcio por amor (Westward Passage), que fue un fracaso comercial. La incursión inicial de Olivier en las películas americanas no había proporcionado el avance que esperaba así que desilusionado de Hollywood, volvió a Londres, donde apareció en dos películas británicas, De mutuo acuerdo (Perfect Understanding) con Gloria Swanson y No Funny Business— en la que Esmond también aparecería. Intentó volver a Hollywood en 1933 para aparecer junto a Greta Garbo en Reina Cristina de Suecia (Queen Christina), pero fue reemplazado después de dos semanas de filmación debido a la falta de química entre los dos.
Entre los papeles de Olivier en 1934 figura el de Bothwell en la obra Queen of Scots de Gordon Daviot, que tuvo un éxito moderado de público. Por contra, tuvo un gran éxito interpretando una versión del actor estadounidense John Barrymore en la obra The Royal Family de George S. Kaufman y Edna Ferber. Su éxito se vio truncado por romperse un tobillo a los dos meses de carrera, en una de las piruetas atléticas y acrobáticas con las que le gustaba amenizar sus actuaciones.
En 1935, bajo la dirección de Albery, John Gielgud protagonizaría Romeo and Juliet en el New Theatre, junto a Peggy Ashcroft, Edith Evans y Olivier. Gielgud había visto a Olivier en Queen of Scots, apreció su potencial y le permitió dar un paso más alto en su carrera. En las primeras semanas Gielgud interpretó a Mercutio y Olivier a Romeo y después intercambiaron los papeles. La producción fue récord de taquilla haciendo 189 actuaciones. Olivier se enfureció con las críticas de la primera noche, que elogiaban la virilidad de su actuación pero criticaban ferozmente que hablara de los versos de Shakespeare, contrastándolos con el dominio de la poesía de su coprotagonista. La amistad entre los dos hombres fue espinosa, por parte de Olivier, el resto de su vida.

### 1936–1938ː Old Vic y Vivien Leigh

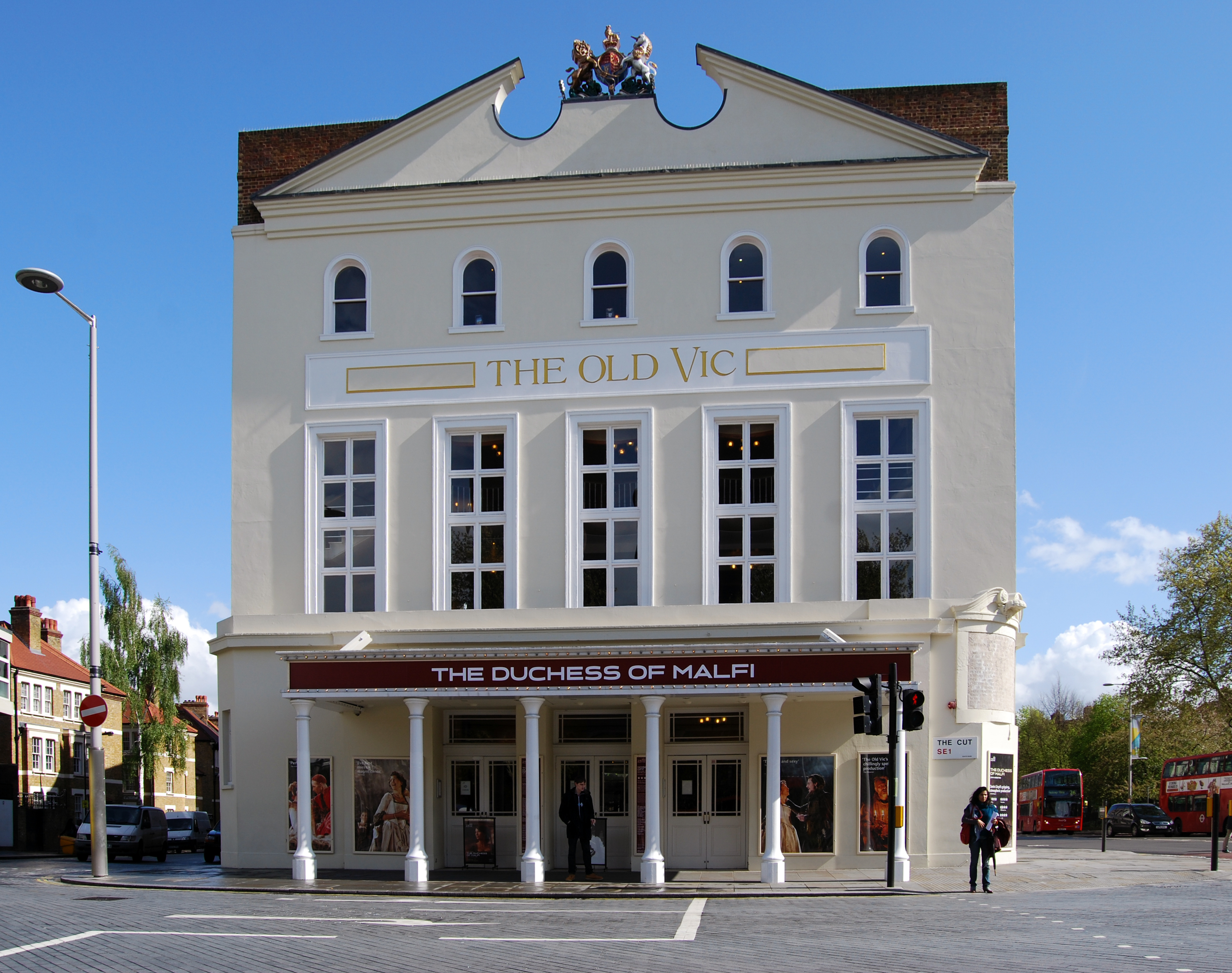
The Old Vic (fotografiada en 2012), donde Olivier perfeccionó su habilidad como shakesperiano

En mayo de 1936 Olivier y Richardson se volvieron a unir para dirigir e interpretar la nueva obra de J. B. Priestley, Bees on the Boatdeck. Ambos actores cosecharon excelentes críticas pero la obra, una alegoría de la decadencia británica, no atrajo al público y cerró en cuatro semanas. Ese mismo año, Olivier aceptó una invitación para unirse a la compañía de the Old Vic. El teatro, situado en el Sur del Támesis, ofrecía entradas económicas para la ópera y el teatro por iniciativa de su propietario Lilian Baylis desde 1912. La compañía dramática se especializaba en obras de Shakespeare y muchos actores de caché se habían recortado su salario para desarrollar sus técnicas shakespearianas allí. Gielgud había estado en la compañía de 1929 a 1931 y Richardson de 1930 a 1932. Entre los actores con los que Olivier coincidió a finales de 1936 se encontraban Edith Evans, Ruth Gordon, Alec Guinness y Michael Redgrave. En enero de 1937, Olivier cogió protagonismo en una versión extendida de Hamlet, en el que una vez más su dicción volvió a ser comparada con la de Gielgud, que lo había interpretado siete años antes con gran éxito. The Observer's Ivor Brown alabó el "magnetismo" de Olivier pero la comparó con "la calidad de "pathos" que tan excelentemente había usado Mr. Gielgud". El periodista de The Times encontró la actuación "llena de vitalidad", pero la mismo tiempo "demasiado liviana ... el personaje se le escapa de las manos al Señor Olivier".
Después de Hamlet, la compañía presentó Twelfth Night en la que el director, Tyrone Guthrie, resumió como "una producción mala e inmadura, con Olivier escandalosamente divertido como Sir Toby y un muy joven Alec Guinness escandaloso y más divertido aún como Sir Andrew". Enrique V fue la siguiente obra, presentada en mayo en los fastos de Coronación de Jorge VI. Un pacifista, como Olivier, era contrario a interpretar a un rey guerrero, pero la producción fue un éxito y Baylis extendió la duración de la obra de cuatro a ocho semanas.
A raíz del éxito de las obras shakespearianas de Olivier en el teatro, hizo su primera traslación de una obra de Shakespeare al cine en 1936 al encarnar a Orlando en Como gustéis (As You Like It), dirigida por Paul Czinner, "una producción encantadora aunque ligera", según comentó Michael Brooke en el British Film Institute's (BFI's) Screenonline. Al año siguiente, Olivier apareció junto a Vivien Leigh en el drama histórico Inglaterra en llamas (Fire Over England). El primer encuentro entre ellos ocurrió en el Savoy Grill y la segunda vez cuando ella lo visitó durante la función de Romeo and Juliet, probablemente a principios de 1936. Poco después empezaría el romance entre ambos. De la relación, Olivier dijo posteriormenteː 

"No pude evitarlo con Vivien. Ningún hombre podría. Me odiaba a mi mismo por engañar a Jill, aunque ya lo había hecho antes. Pero esto era algo diferente. No era tan solo lujuria. Era el amor que realmente no pedí, pero que me atrajo."

Mientras su relación con Leigh iba en aumento, tuvo otra paralela con la actriz Ann Todd, y posiblemente ella tuvo un romance con el actor Henry Ainley, según afirmaba su biógrafo Michael Munn.
En junio de 1937 la compañía de Old Vic aceptó la invitación de representar Hamlet en el castillo de Elsinore, donde Shakespeare había situado la localización de la obra. Olivier intercedió parta que Leigh sustituyera a Cherry Cottrell como Ofelia. Debido a una lluvia torrencial, la obra se tuvo que trasladar de los jardines al salón del hotel, pero la tradición de interpretar Hamlet en Elsinore ya había nacido, y a Olivier le siguieron, entre otras, Gielgud (1939), Redgrave (1950), Richard Burton (1954), Christopher Plummer (1964), Derek Jacobi (1979), Kenneth Branagh (1988) y Jude Law (2009). De vuelta a Londres, la compañía puso en escena Macbeth, con Olivier en el papel protagonista. La producción estilizada de Michel Saint-Denis no gustó aunque Olivier recogió buenas críticas por su interpretación. De vuelta a Dinamarca, Olivier y Leigh les dijeron a sus respectivos cónyuges sobre su romance y que sus matrimonios habían terminado. Esmond se mudó de la casa conyugal y se fue a vivir con su madre. Después de que Olivier y Leigh hicieran una gira por Europa a mediados de 1937 volvieron a su proyectos personales. —Un yanqui en Oxford (A Yank at Oxford) por parte de ella y El divorcio de la señorita X (The Divorce of Lady X) por parte de él— y se trasladaron a Iver, Buckinghamshire.
Olivier volvió al Old Vic para una segunda temporada en 1938. Con Otelo hizo el papel de Iago, con Richardson en el papel principal. Guthrie quería experimentar con la teoría de que la maldad de Yago está impulsada por un amor reprimido por Otelo. Olivier estaba dispuesto a colaborar pero Richardson no. Público y muchos críticos no pudo detectar la supuesta motivación del Yago de Olivier, y el Otelo de Richardson parecía poco poderoso. Después de este fracaso, la compañía alcanzó el éxito con Coriolanus con Olivier el papel principal. Las críticas fueron alabanzas comparando a Oliver con sus anteriores predecesores como Edmund Kean, William Macready y Henry Irving. El actor Robert Speaight describió la actuación como "la primera actuación indiscutiblemente genial de Olivier". esta fue la última aparición de Olivier en los teatros británicos durante seis años.

### 1938–1944ː Época de Hollywood y Segunda Guerra Mundial

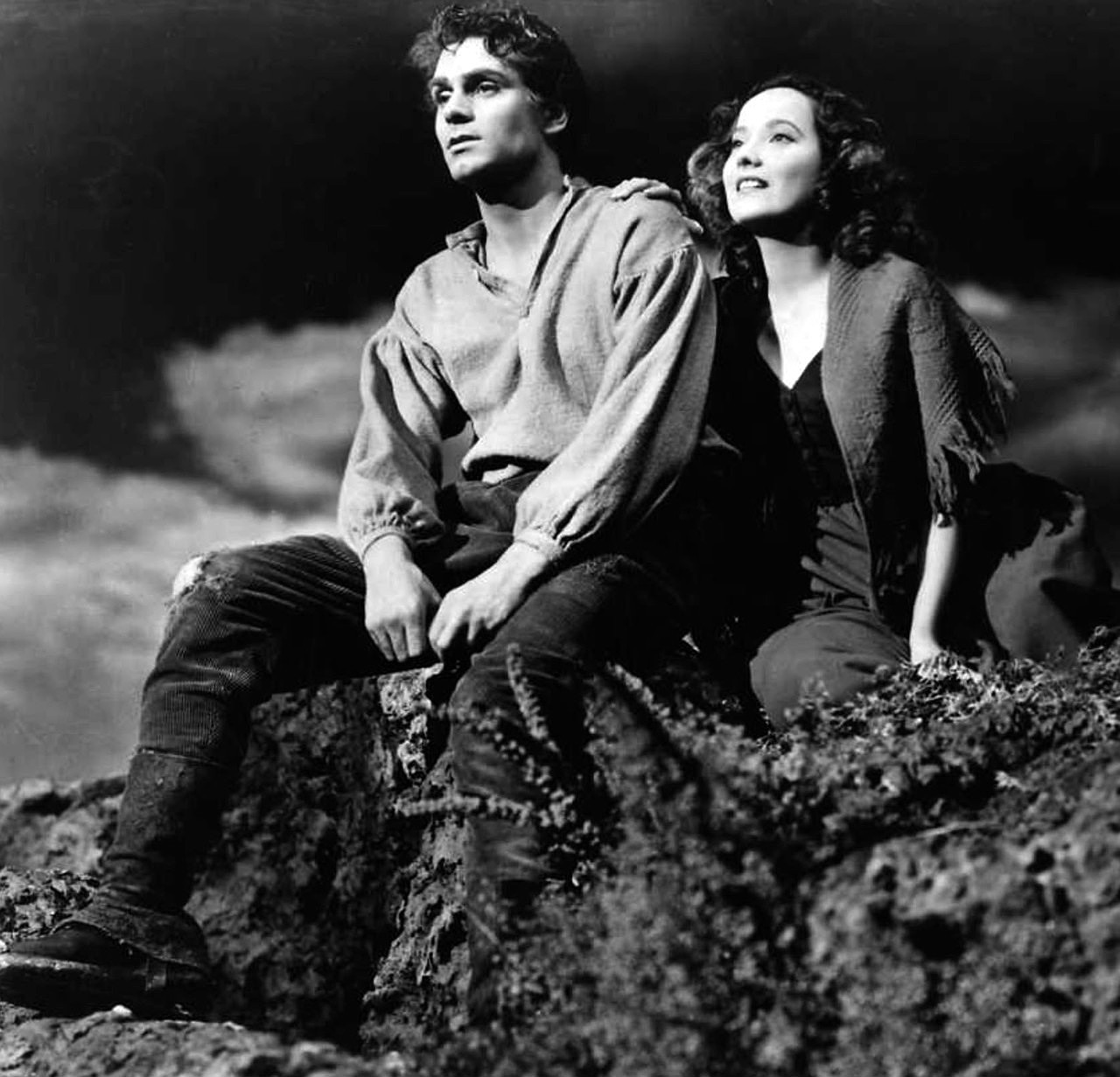
Olivier con Merle Oberon en el film Cumbres Borrascosas de 1939

En 1938 Olivier se unió a Richardson en el film de espías Ondas misteriosas (Q Planes), lanzado al siguiente año. Frank Nugent, el crítico de The New York Times, escribió que la actuación de Olivier "no era muy buena" mientras que la de Richardson era "aceptable". A finales de 1938, a razón de un salario de 50,000 dólares, el actor viajó a Hollywood para interpretar a Heathcliff en la versión de 1939 de Cumbres Borrascosas (Wuthering Heights), junto a Merle Oberon y David Niven. Antes de que pasara un mes, Leigh se unió a él, justificando que su viaje era "en parte porque Larry está allí y en parte porque tengo la intención de conseguir el papel de Scarlett O'Hara". Olivier no disfrutó con el rodaje de Wuthering Heights, y su enfoque de la actuación cinematográfica, combinado con una aversión por Oberon, generó tensiones en el set. El director, William Wyler, hizo de mediador, y Olivier aprendió a eliminar lo que Billington describió como "el caparazón de la teatralidad" al que era propenso, reemplazándolo con "una realidad palpable". El resultado fue un éxito de crítica y público que le valió a su primera nominación al Óscar al mejor actor y, a la vez, crecer su reputación como actor de cine. Caroline Lejeune, dejó escrito para The Observer, considerando que "la cara oscura y malhumorada de Olivier, su estilo abrupto y cierta arrogancia fina hacia el mundo en su forma de tocar son perfectos" en el papel, mientras que la crítica de The Times escribió que Olivier "es un buena encarnación de Heathcliff ... impresionante y más allá del lado humano, recitando sus líneas con verdadera distinción, y siempre a la vez romántico y vivo."

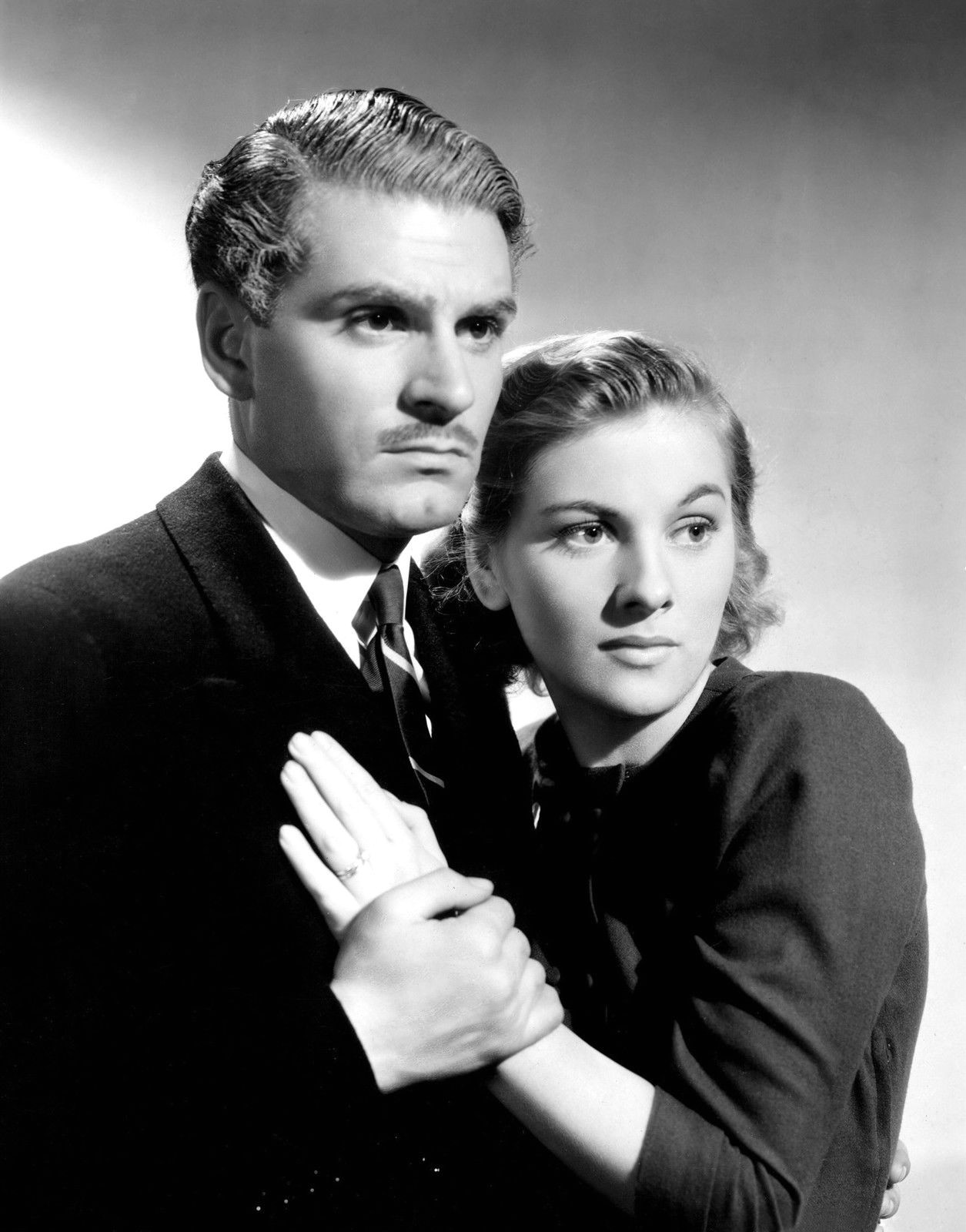
Olivier con Joan Fontaine en la película de 1940 Rebeca

Después de una breve parada en Londres a mediados de 1939, la pareja volvió a los Estados Unidosː Leigh para hacer las últimas tomas de Gone with the Wind y Olivier para preparar el rodaje de Alfred Hitchcock Rebeca—aunque la pareja deseaba trabajar juntos. En su lugar, sería Joan Fontaine la que sería seleccionada para hacer el papel de Señora de Winter, a pesar de que productor David O. Selznick pensaba que no era más adecuada para el papel, pero que lo mejor era mantener separados a Olivier y Leigh hasta que se divorciaran. Olivier siguió trabajando en Hollywood con Más fuerte que el orgullo (Pride and Prejudice), en el papel de Mr. Darcy. Para disgusto suyo, Elizabeth Bennet sería Greer Garson en lugar de Leigh. Recibió buenas críticas por ambos films y mostró una presencia en la pantalla más segura que en sus primeros trabajos. En enero de 1940 Olivier y Esmond firmaron su divorcio. En febrero, seguido de otra solicitud de Leigh, su esposo también solicitó la terminación de su matrimonio.
En teatro, Olivier y Leigh protagonizaron Romeo and Juliet en Broadway. Fue una producción extravagante y comercialmente un fracaso. Brooks Atkinson de The New York Times alabó la producción pero no la actuación: "Aunque la Srta. Leigh y el Sr. Olivier son jóvenes atractivos, casi no representan su papel." La pareja había invertido casi todos sus ahorros en el proyecto, y su fracaso supuso un duro golpe económico. Se casaron en agosto de 1940, en el Rancho de San Ysidro de Santa Bárbara.
Mientras esto pasaba, la guerra en Europa había estado en marcha durante un año y le estaba yendo mal a Gran Bretaña. Después de la boda, Olivier quería ayudar en cierto modo. Telefoneó a Duff Cooper, el Ministerio de la Información, esperando tener un puesto en el departamento de Cooper. Cooper le aconsejó que se quedara donde estaba y hablara con el director de cine Alexander Korda, que tenía su base en los EE. UU. a instancias de Churchill, con conexiones con la inteligencia británica. Korda, con el apoyo de Churchill e involucrado en el rodaje de Lady Hamilton, con Olivier como Horacio Nelson y Leigh en el papel de Emma. Korda vio que la relación de la pareja era tensa. Olivier estaba cansado de la sofocante adulación de Leigh y ella bebía en exceso. El film, que comparaba la amenaza de Napoleón en un paralelismo de Hitler, fue visto por los críticos como "una mala historia pero un buen acto de propaganda", según el BFI.

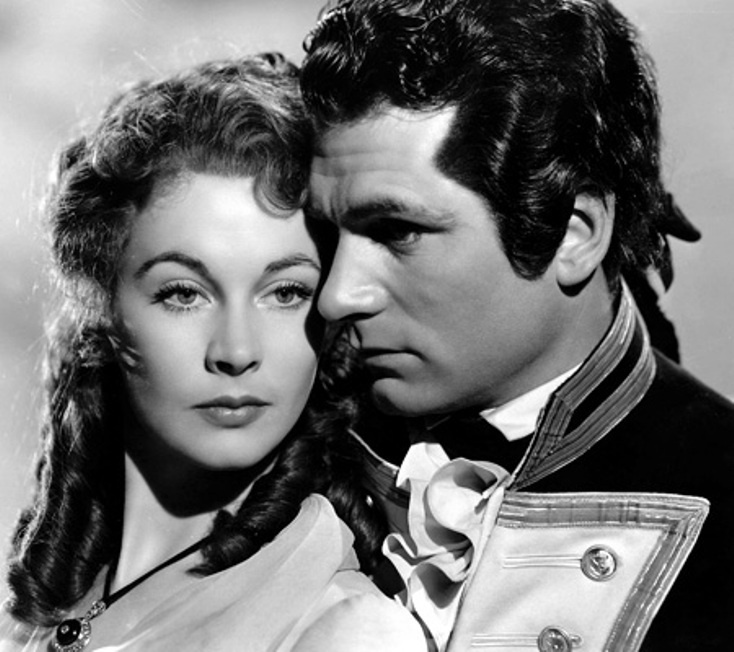
Leigh y Olivier en un fotograma de la película Lady Hamilton (1941)

Olivier vio en peligro su vida por la amenaza tanto de los nazis como de simpatizantes progermánicos. De hecho, los propietarios del estudio Samuel Goldwyn y Cecil B. DeMille tuvieron que proveer de seguridad privada para el actor. Al completar el rodaje, Olivier y Leigh volvieron a Gran Bretaña. El actor aprendió a ser piloto de avión y completó 250 horas de vuelo en el momento en que se fue de América. Intentó unirse a la Royal Air Force pero en su lugar contribuyó al film de propaganda, 49th Parallel, narrando cortos del Ministerio de Información, y se unió a la Fleet Air Arm porque Richardson ya estaba alistado. Richardson se había ganado la reputación de estrellar aviones, que Olivier eclipsó rápidamente. Olivier y Leigh se instalaron en una cabaña a las afueras de RNAS Worthy Down, donde el actor estuvo destinado con un escuadrón de entrenamiento. Noël Coward visitó a la pareja y pensó que Olivier se veía infeliz. Olivier pasó gran parte de su tiempo participando en transmisiones y pronunciando discursos para levantar la moral, y en 1942 fue invitado a hacer otro film propagandístico, The Demi-Paradise, en el que interpreta a un ingeniero soviético que ayuda a mejoras las relaciones entre ambos países.

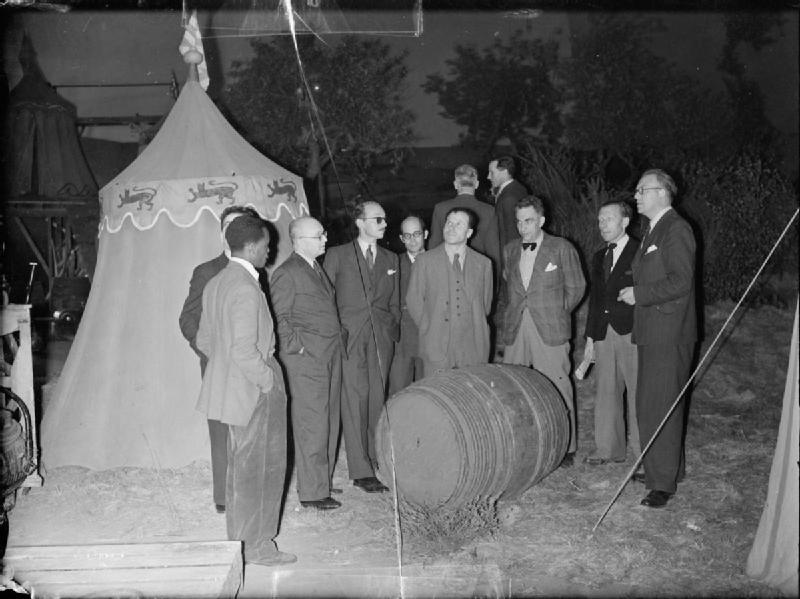
Corresponsales extranjeros visitando el set de Enrique V en Denham Studios en 1943

En 1943, bajo el permiso del Ministerio de Información, Olivier comienza el rodaje de Enrique V. Originalmente no tenía intención de encargarse de la dirección, pero acabó dirigendo, produciendo y liderando el reparto de la película. Como ayudante de dirección tuvo al italiano Filippo Del Giudice, que había sido reclutado para las películas de propaganda de la causa aliada. Las batallas se rodaron en Irlanda, donde a causa de su neutralidad en la guerra, era más fácil encontrar 650 extras. John Betjeman, el agregado de prensa en la embajada británica en Dublín, desempeñó un papel de enlace clave con el gobierno irlandés para hacer los arreglos adecuados. El film fue estrenado en noviembre de 1944. Brooke, escribiendo para la BFI, considera que "llegó demasiado tarde en la Segunda Guerra Mundial para ser un llamado a las armas como tal, pero formó un poderoso recordatorio de lo que Gran Bretaña estaba defendiendo." La música de la película fue escrita por William Walton, "una partitura que se ubica entre las mejores de la música de cine", según el crítico musical Michael Kennedy. Walton también hizo la banda sonora de las siguientes dos adaptaciones shakespirianas de Olivier, Hamlet (1948) y Ricardo III (1955). Enrique V fue bien recibida por los críticos. The Manchester Guardian escribió que el film combinaba "el nuevo arte de la mano del viejo genio, y ambos soberbiamente de una mente", en una película que funcionó "triunfantemente". The Times consideraba que Olivier "interpreta a Henry con una nota alta y heroica y nunca hay peligro de una grieta", en una película descrita como "un triunfo del arte cinematográfico". Fue nominada a los Óscar, entre ellos los de Mejor películas y mejor Actor, pero no ganó ninguno y, en cambio, Olivier recibió un "Premio especial". No quedó impresionado y luego comentó que "este fue mi primer engaño absoluto, y lo consideré como tal."

### 1944-1948ː Codirigiendo the Old Vic
Durante el conflicto bélico Tyrone Guthrie había intentado mantener activa la compañía de Old Vic. Incluso después de los bombardeos alemanes de 1942 que habían dejado al teatro en ruinas. Un pequeño grupo hacía giras por provincias, con Sybil Thorndike al frente del reparto. En 1944, cuando el sentido de la guerra iba cambiando, Guthrie sentía la necesidad de restablecer la compañía nuevamente en Londres con Richardson para encabezarla. Richardson aceptó con la condición de que los puestos de dirección e interpretación fueran un triunvirato. Inicialmente pensó en Gielgud y Olivier, pero el primero se negó, diciendo: "Sería un desastre, tendrías que pasar todo el tiempo como árbitro entre Larry y yo". Finalmente, el tercer lugar fue para el director de teatro John Burrell.

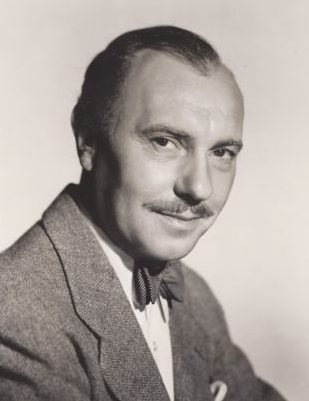
Codirector y coestrella Ralph Richardson en la década de los 40

El triunvirato aseguró el Nuevo Teatro para su primera temporada y reclutó una compañía. Thorndike fichó, entre otros, a Harcourt Williams, Joyce Redman y Margaret Leighton. Se acordó abrir el repoertorio de obras con las obras Peer Gynt, Arms and the Man, Ricardo III y Tío Vania. Los papeles de Olivier en ellas fueron Button Moulder, Sergius, Ricardo y Astrov; Richardson interpretó los de Peer, Bluntschli, Richmond y Vania. Las primeras tres obras acabaron con un éxito de público y crítica; Tío Vania tuvo una tibia recepción, a pesar de que The Times pensaba que el Astrov de Olivier era "un retrato más distinguido" y el Vania de Richardson "la mezcla perfecta de absurdo y patetismo". En Ricardo III, según Billington, fue el triunfo más absoluto "tanto es así que se convirtió en su actuación más imitada y cuya supremacía no fue cuestionada hasta que Antony Sher interpretó el papel cuarenta años después". En 1945, la compañía hizo gira por Alemania, donde había una gran cantidad de militares aliados y actuaron en el teatro de Comédie-Française de París, siendo la primera compañía extranjera en obtener tal honor. El crítico Harold Hobson escribió que Richardson y Olivier "hicieron del Old Vic la compañía más importante del mundo anglosajón."
En la segunda temporada, en 1945, presentó dos programas dobles. El primero consistía en Enrique IV, Parte 1 y 2. Olivier interpretaba al guerrero Hotspur en la primera parte y Robert Shallow en la segunda. Recibió buenas críticas, aunque por consentimiento general la producción pertenecía a Richardson como Falstaff. En el segundo programa doble, en que Olivier sí que dirigía, contenía dos papeles en Edipo Rey y The Critic. En las dos obras de un acto, su cambio de la tragedia abrasadora y el horror de la primera mitad a la comedia ridícula de la segunda impresionó a la mayoría de crítica y público, aunque una minoría sintió que la transformación del héroe cegado con sangre de Sófocles al vanidoso y ridículo Sr. Puff de Sheridan "olía a un cambio rápido de un teatro de variedades". Después de su paso por Londres, la compañía llevó los programas dobles y Tío Vania a una gira de seis semanas por Broadway.
En la tercera y última temporada del triunvirato en 1946–47, Olivier interpretó al Rey Lear, y Richardson le tocó el papel de Cyrano de Bergerac. Olivier hubiera preferido que los papeles se hubieran invertido pero Richardson no deseaba hacer Lear. El Lear de Olivier recibió buenas críticas pero sin ser excelentes. En sus escenas de decadencia y locura hacia el final de la obra, algunos críticos lo encontraron menos conmovedor que sus mejores predecesores en ese mismo papel. El crítico James Agate apuntó que Olivier usó su deslumbrante técnica escénica para disimular una falta de sentimiento, una acusación que el actor rechazó enérgicamente, pero que se repitió a menudo a lo largo de su carrera posterior. Durante la obra de Cyrano, Richardson consiguió el título de Knight Bachelor y Olivier no podía disimular su envidia al respecto. Richardson recibió el galardón seis meses después, momento en el que los días del triunvirato estaban contados. El alto perfil de los dos actores no hizo que se ganaran el cariño del nuevo presidente de Old Vic, Oliver Sylvain Baliol Brett. Brett tenía aspiraciones para ser el primer jefe de la National Theatre y temía que la proyección internacional de los dos actores le ensombrecieran.

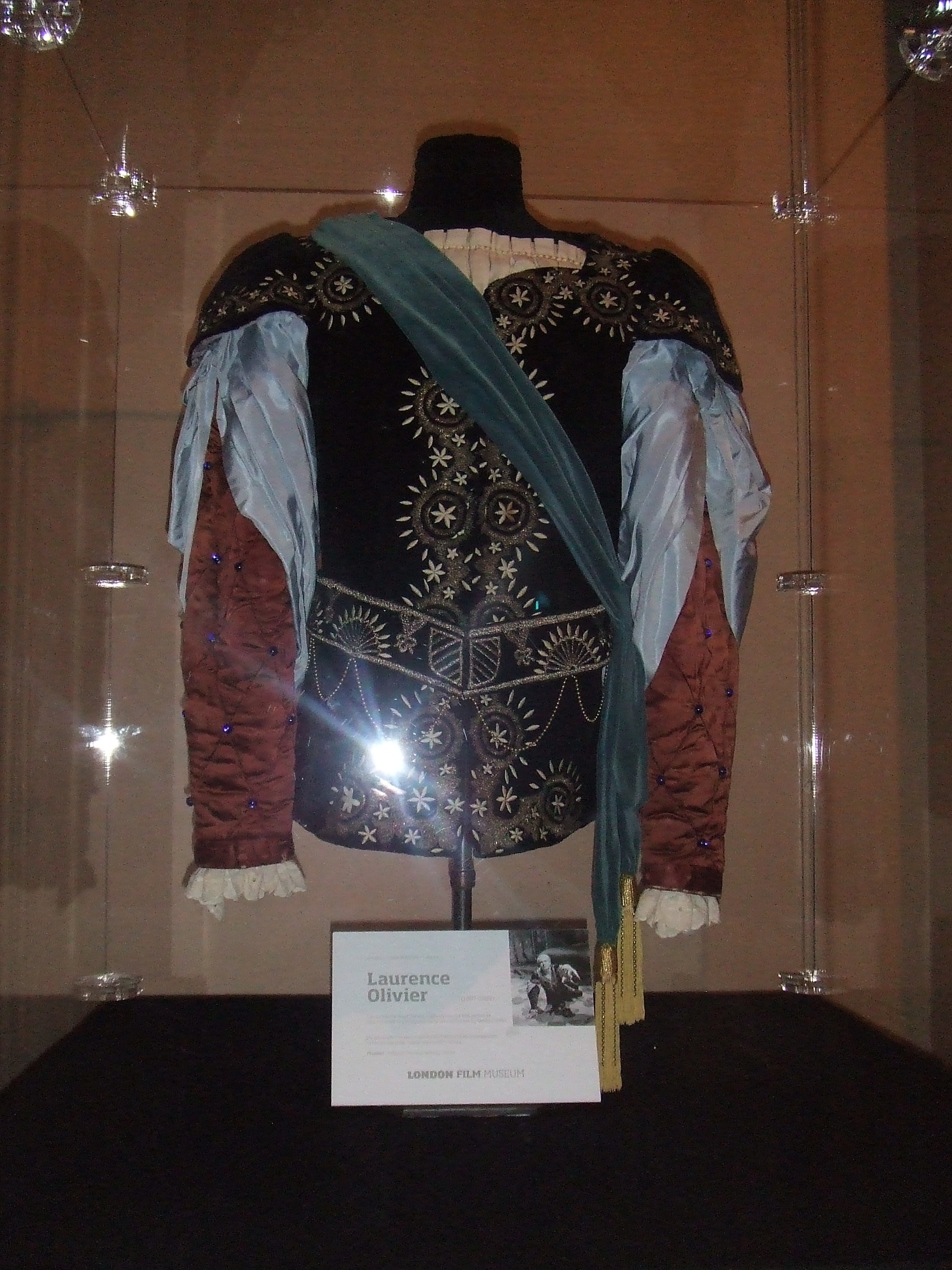
Traje de la producción cinematográfica utilizada por Olivier en Hamlet (1948)

En enero de 1947 Olivier comenzó a trabajar en su segundo film como director, Hamlet (1948), en el que también tuvo el papel principal. La versión cinematográfica se centró más en las relaciones personales que en las intrigas políticas. El film se convirtió en un éxito crítico y comercial en todo el mundo, aunque Lejeune, en The Observer, consideraba que era "menos efectiva que las versiones de Olivier en teatro. ... Recita los versos con nobleza y con la caricia de quien los ama, pero anula su propia tesis al no dejar nunca, ni por un momento, la impresión de un hombre que no puede decidirse por sí mismo. Aquí, se siente más bien a un actor-productor-director que, en cada circunstancia, sabe exactamente lo que quiere y lo consigue". Campbell Dixon, en The Daily Telegraph pensaba que el film era "brillante ... una de las obras maestras del teatro de la que ha surgido una gran película." Hamlet se convirtió en la primera película no estadounidense en ganar el Óscar a la mejor película y Olivier ganó el Óscar al mejor actor.
En 1948 Olivier hizo una gira de seis meses con la Old Vic por Australia y Nueva Zelanda. Hizo los papeles de Ricardo III, Sir Peter Teazle en The School for Scandal y Antrobus en The Skin of Our Teeth, apareciendo junto a Leigh en dos de ellas. Mientras Olivier estaba en Australia y Richardson en Hollywood, Esher canceló los contratos con los tres directores, de los que se dijo que habían "renunciado". Melvyn Bragg en un estudio sobre Olivier en 1984, y John Miller en la biografía autorizada de Richardson, coinciden en decir que esta acción de Esher retrasó la creación de un Teatro Nacional durante al menos una década. En 1971, Bernard Levin escribió que la compañía de Old Vic de 1944 a 1948 "fue probablemente el más ilustre que se haya reunido en este país". The Times afirma que el triunvirato fue la época más brillante de la historia de Vic y The Guardian afirma que "los gobernadores los despidieron sumariamente en aras de un espíritu de empresa más mediocre".

### 1948-1951ː Posguerra

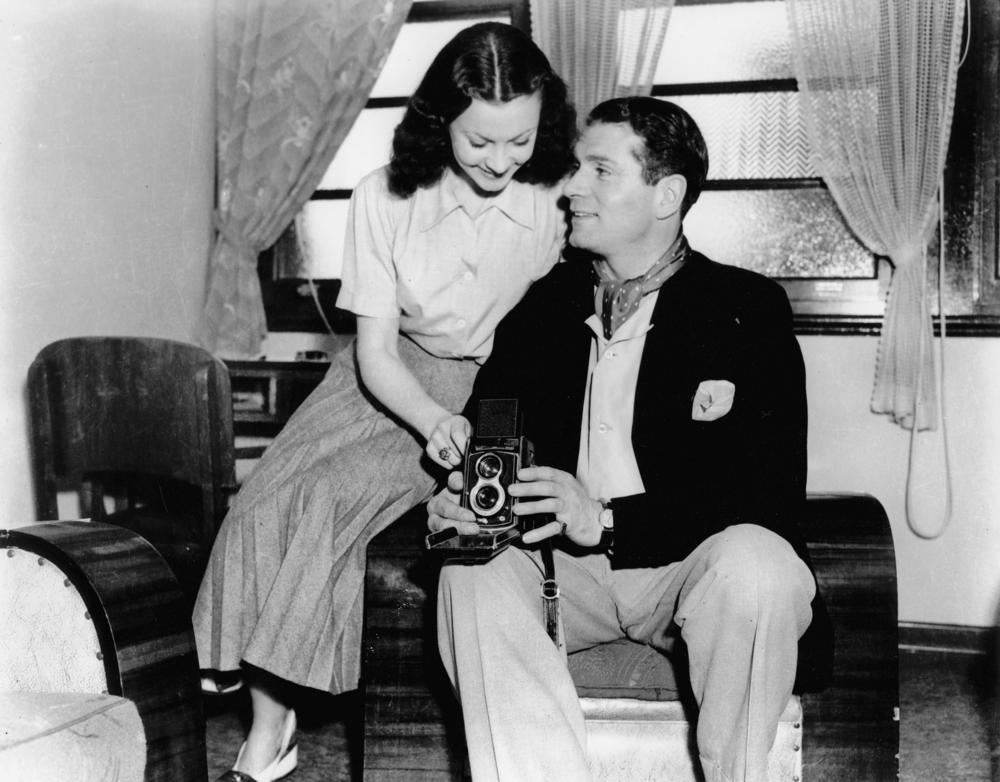
Olivier con Leigh en Australia, 1948

Al finalizar la gira australiana, Leigh y Olivier estaban cansados y el actor dijo a un periodistaː "Puede que no lo sepas, pero estás hablando con un par de cadáveres ambulantes". Más tarde comentaría que "perdió a Vivien" en Australia, una referencia a su aventura de Leigh con el actor australiano Peter Finch, al que conocieron durante la gira. Poco después Finch se trasladaría a Londres, donde Olivier le hizo una prueba y lo puso bajo un contrato a largo plazo con la Laurence Olivier Productions. El romance entre Finch y Leigh continuaría durante algunos años más.
Aunque el triunvirato en la dirección del Old Vic estaba de facto disuelto, el trío rechazó hacerlo público y Olivier incluso hizo arreglos para interpretar una última temporada en Londres con la compañía en 1949 con su propia producción de Antígona con Leigh en el papel principal. Después de esto, empezó su nueva carrera como actor -manager. Con Binkie Beaumont como socio, hizo el estreno en el Reino Unido de la obra de Tennessee Williams Un tranvía llamado deseo, con Leigh en el papel central de Blanche DuBois. La obra fue demonizada por muchos críticos pero la producción tuvo una buena respuesta del público y dejó en bandeja a Leigh para que fuera Blanche en la versión cinematográfica. Gielgud, que era un devoto amigo de Leigh, dudaba de que Olivier fuera prudente al dejarla interpretar el exigente papel de la heroína mentalmente inestable: "[Blanche] era muy parecida a ella, en cierto modo. Debe haber sido una tensión terrible hacerlo noche tras noche. Ella estaría temblando, pálida y bastante angustiada al final."

Creo que ahora soy un gerente bastante bueno. ... Dirigí el teatro St. James durante ocho años. No lo hice del todo bien. ... Cometí error tras error, pero me atrevo a decir que esos errores me enseñaron algo.

La compañía de Olivier se estableció en St James's Theatre. En enero de 1950 produjo, dirigió y protagonizó la versión teatral Venus Observed de Christopher Fry'. La producción fue muy popular, a pesar de las malas críticas, pero su excesivo presupuesto no ayudó a mejorar las cuentas de la Laurence Olivier Productions. Después de un seguido de fallos en taquilla, la compañía equilibró sus cuentas en 1951 con las obras Caesar and Cleopatra de George Bernard Shaw y la Antonio y Cleopatra de Shakespeare con la que hizo giras por Londres y Broadway. Algunos críticos pensaban que Olivier estaba por debajo de su nivel en estos dos papeles, y algunos sospechaban que interpretaba deliberadamente por debajo para que Leigh pudiera estar a su altura. Olivier rechazó esas críticas que las consideraba como un insulto a él como actor. Desde el punto de vista de su biógrafo W. A. Darlington, simplemente hizo un mal trabajo como César y Antonio, encontrando al primero aburrido y al segundo débil. Darlington comenta, "Olivier, a sus cuarenta y tantos años, cuando debería haber estado mostrando sus poderes en su apogeo, parecía haber perdido interés en su propia actuación". Durante los siguientes cuatro años, Olivier pasó gran parte de su tiempo trabajando como productor, presentando obras de teatro en lugar de dirigirlas o actuar en ellas. En las temporadas de la de St James se incluyeron las visitas de la compañía de Ruggero Ruggeri con dos obras de Pirandello y las obras de la comedia francesa con obras de Molière, Racine, Marivaux y Musset in French. Darlington considers a 1951 production of Othello starring Orson Welles as the pick of Olivier's productions at the theatre.

### 1951–1954ː Época como independiente

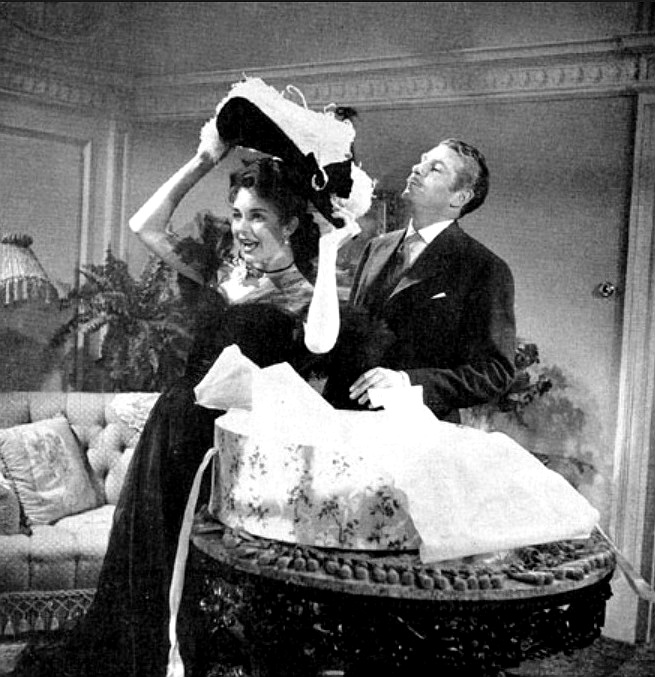
Fotograma de Olivier y Jennifer Jones en Carrie (1952)

Mientras Leigh hacía Streetcar en 1951, Olivier volvió a Hollywood para protagonizar Carrie de William Wyler, basada en la polémica novela Sister Carrie; aunque el rodaje estuvo plagado de problemas, Olivier recibió buenas críticas e, incluso, una nominació a los BAFTA. Olivier comencó a notar los cambios de actitud de Leigh y como comentaría posteriormente 

"encontraba a Vivien sentada en la esquina de la cama, retorciéndose las manos y sollozando, en un estado de grave angustia. Naturalmente, trataba desesperadamente de darle algo de consuelo, pero durante algún tiempo estaba inconsolable."

Después de unas vacaciones con Coward en Jamaica, la actriz parecía haberse recuperado pero Olivier recordaría posteriormente que 

"Estoy seguro que  ... [los doctores] se esforzaron en decirme lo que le pasaba a mi esposa; que su enfermedad se llamaba depresión maníaca y lo que eso significaba. Un vaivén cíclico posiblemente permanente entre las profundidades de la depresión y la manía salvaje e incontrolable.

 También contó los años de problemas que él mismo había experimentado a causa de la enfermedad de Leigh escribiendo 

"a lo largo de su posesión por ese monstruo misteriosamente malvado, la depresión maníaca, con sus espirales mortales cada vez más estrechas, conservó su propia astucia individual, una capacidad para disfrazar su verdadera condición mental de casi todos excepto de mí."

En enero de 1953 Leigh viajó a Ceylán para rodar Elephant Walk con Peter Finch. Al poco de empezar el rodaje, la actriz sufrió un colapso nervioso y fue sustituida por Elizabeth Taylor. Volvió a Gran Bretaña donde, en medio de sus periodos de delirio, confesó a Olivier que estaba enamorado de Finch y que había tenido una aventura con él. Esto provocó la ruptura y muchos de los amigos de los Olivier se enteraron de sus problemas. Niven dijo que encontraba al actor "constantemente enojado", y en su diario, Coward escribía que "las cosas habían ido de mal en peor a partir de 1948."
Por la temporada de la coronación de Isabel II de 1953, Olivier y Leigh protagonizaron en el West End la comedia The Sleeping Prince de Terence Rattigan. Estuvo en escena durante ocho meses pero fue ampliamente considerado como una contribución menor a la temporada, en medio de otras producciones como la Venice Preserv'd de Gielgud, The Apple Cart con Coward o Antony and Cleopatra con Ashcroft y Redgrave.
Olivier dirigió su tercera versión cinematográfica de Shakespeare en septiembre de 1954. Ricardo III (Richard III) fue coproducida por Korda y él. La presencia de cuatro caballeros teatrales en una película (Olivier, Cedric Hardwicke, Gielgud y Richardson) fue calificado por la crítica como la "An-All-Sir-Cast". El crítico de The Manchester Guardian describe el film como un "logro audaz y exitoso". A pesar de eso, no logró el éxito de las anteriores, lo que explica el posterior fracaso de Olivier para recaudar los fondos para una nueva versión de Macbeth. También obtuvo una nominación al mejor actor de los Premios BAFTA, que ganaría Yul Brynner.

### 1955–1956ːÚltimas producciones con Leigh
En 1955, Olivier y Leigh fueron invitados a hacer tres papeles en tres obras de la Shakespeare Memorial Theatre en Stratford. Comenzó con Twelfth Night, dirigida por Gielgud, con Olivier como Malvolio y Leigh como Viola. Los ensayos fueron difíciles, con Olivier decidido a interpretar su concepción del papel a pesar de la opinión del director de que era vulgar. Gielgud comentarías posteriormente:

De alguna manera la producción no funcionó. Olivier estaba decidido a interpretar Malvolio a su manera particular y bastante extravagante. Fue extremadamente conmovedor al final, pero interpretó las escenas anteriores como un peluquero judío, con un ceceo y un acento extraordinario, e insistió en caerse de espaldas de un banco en la escena del jardín, aunque le supliqué que no lo hiciera ... Pero Malvolio es un papel muy difícil.

La siguiente producción fue Macbeth. Las críticas fueron muy elogiosas con la actuación de Olivier en el papel principal. Para J. C. Trewin, Olivier fue "el mejor Macbeth de nuestros días". En cambio, fueron más tibias con la dirección por Glen Byam Shaw, el diseño de Roger Furse y la Lady Macbeth de Leigh, aunque hasta el final de su vida, Olivier siempre creyó que había sido la mejor Lady Macbeth que él había visto.

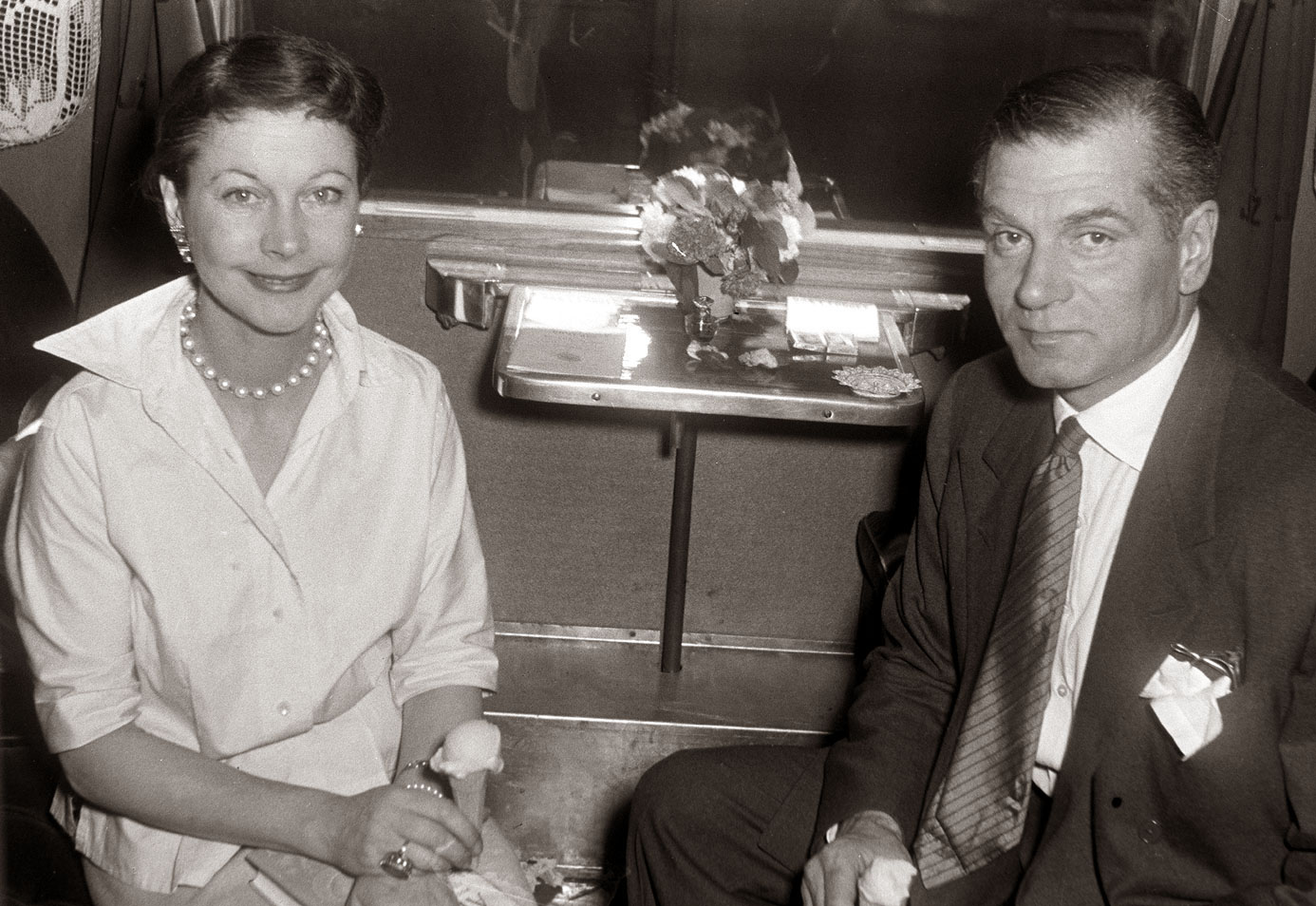
Olivier y Leigh en 1957

En la tercera producción de la temporada de Stratford de 1955, Olivier hizo el papel principal de Tito Andrónico, con Leigh encarnando a Lavinia. Las críticas hacia Leigh volvieron a ser decepcionantes, aunque la producción de Peter Brook y la interpretación de Olivier como Tito recibió la mayor ovación en la historia de Stratford por parte del público de la primera noche, y los críticos elogiaron la producción como un hito en el teatro británico de la posguerra. Olivier y Brook hicieron una gira europea en junio de 1957. Su última función, que se hizo en el antiguo Stoll Theatre de Londres, sería la última vez que Leigh y Olivier actuasen juntos.
Leigh quedó embarazada en 1956 y se retiró a la obra South Sea Bubble. El día después de su última actuación en la obra, abortó lo que le hizo entrar en un período de depresión que duró meses. Ese mismo año, Olivier dirigió y coprotagonizó junto a Marilyn Monroe El príncipe y la corista (The Prince and the Showgirl). Aunque la filmación fue un desafío debido al comportamiento de Monroe, la película fue muy bien valorada por la crítica.

### 1957–1963ː Royal Court y Chichester
Durante el rodaje de The Prince and the Showgirl, Olivier, Monroe y el marido de esta, el dramaturgo Arthur Miller, fueron a ver la obra de teatro de John Osborne Look Back in Anger en el Royal Court. Olivier había visto la obra anteriormente y no le había gustado, pero Miller estaba convencido de que Osborne tenía talento e hizo que Olivier lo reconsiderara. Estuvo de acuerdo en un cambio de dirección. Al respecto, en 1981 he escribía:

Había llegado a una etapa de mi vida en la que me estaba hartando profundamente, no solo cansado, sino que estaba enfermando. En consecuencia, el público, probablemente, estaba empezando a estar de acuerdo conmigo. Mi ritmo de trabajo se había vuelto un poco letal: una película clásica o semiclásica; una obra de teatro o dos en Stratford, o una carrera de nueve meses en el West End, etc., etc. Me estaba volviendo loco, buscando desesperadamente algo repentinamente fresco y emocionante. Lo que sentía era que mi imagen me estaba aburriendo hasta la muerte.

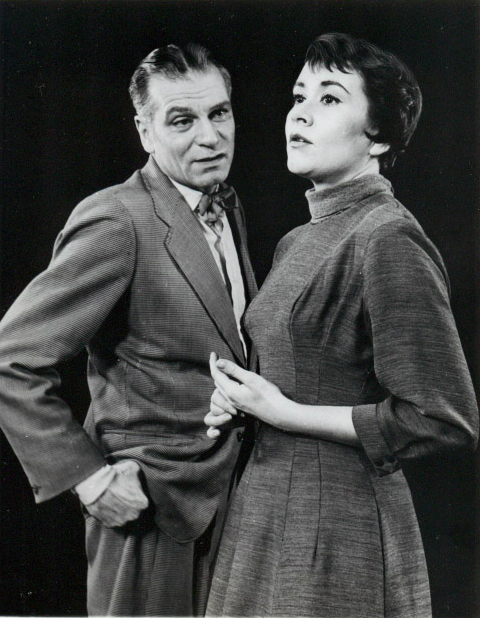
Olivier con Joan Plowright en The Entertainer en Broadway en 1958

Osborne volvió con otra obra, The Entertainer, una alegoría del declive postcolonial de Gran Bretaña, centrado en un personaje cómico de variedades llamado Archie Rice. Habiendo leído el primer acto, Olivier pidió ser elegido para el papel. Durante años había sostenido que fácilmente podría haber sido un comediante de tercera categoría llamado "Larry Oliver", e incluso hizo algunos papeles en fiestas. Pero, detrás de la fachada de Archie, hay una profunda desolación, y Olivier captó ambos aspectos, cambiando, en palabras de su biógrafo Anthony Holden, "desde una rutina cómica alegremente hortera hasta momentos del patetismo más desgarrador". La producción de Tony Richardson para la English Stage Company se trasladó de la Royal Court al Palace Theatre en septiembre de 1957. Después de esto, hizo una gira y volvió de nuevo al Palace. El papel de la hija de Archie tuvo tres actrices diferentes. La segunda de ellas fue Joan Plowright, con la que Olivier comenzó una relación sentimental que duraría el resto de su vida. Olivier dijo que interpretar a Archie "me hizo sentir un actor moderno de nuevo". En la búsqueda de un papel avant-garde jugada que le convenía, estaba, como comentó Osborne, muy por delante de Gielgud y Ralph Richardson, quienes no siguieron con éxito su ejemplo hasta pasado una década. Sus primeros éxitos sustanciales de actores de la generación de Olivier fueron Forty Years On de Alan Bennett (Gielgud en 1968) y Home de David Storey (Richardson y Gielgud en 1970).
Olivier recibió otra nominación a los BAFTA por su papel secundario en la cinta de 1959 El discípulo del diablo (The Devil's Disciple). ese mismo año, después de un ausencia de dos décadas, Olivier volvió a recoger el papel de Coriolano, en la producción teatral de Stratford dirigida por el joven director Peter Hall. Su interpretación La actuación de Olivier recibió grandes elogios de la crítica por su atletismo feroz combinado con una vulnerabilidad emocional. En 1960, hizo su segunda aparición con la compañía de la Royal Court en con la obra del absurdo Rhinoceros de Eugène Ionesco. La producción fue principalmente notable por las peleas de la estrella con el director, Orson Welles, que según el biógrafo Francis Beckett sufrió el "trato espantoso" que Olivier le había infligido a Gielgud en Stratford cinco años antes. Olivier ignoró a su director y a su autoridad. En 1960 y 1961 Olivier apareció en la obra Becket de Broadway, con Anthony Quinn en el papel de rey, y luego intercambiando roles con su coprotagonista.

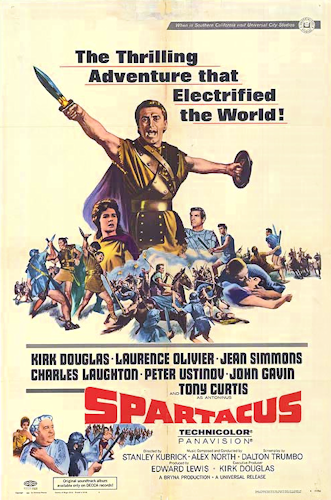
Poster de la película Espartaco de Stanley Kubrick, uno de los films en los que apareció Olivier en 1960

Olivier participó en dos cintas de 1960. La primera fue filmada en 1959 y se trata de Espartaco, en la que se mete ne la piel del general romano, Marco Licinio Craso. La segunda sería El animador (The Entertainer), que fue bine recibida por la crítica aunque no tanto como lo había sido su versión teatral. El crítico de The Guardian sentenció que las actuaciones fueron buenas y escribió que Olivier "tanto en la pantalla como en el escenario, logra el tour de force de dar vida a Archie Rice...". Por su intepretación, Olivier consiguió una nueva nominación al Óscar al mejor actor. También participó en la adaptación a la televisión de The Moon and Sixpence de 1960, donde ganó un Premio Emmy.
Mientras tanto, el matrimonio con Leigh se desintegró a finales de los 50. Mientras diridía a Charlton Heston en la obra The Tumbler de 1960, Olivier difundió que "Vivien está a varios miles de kilómetros de distancia, temblando al borde de un acantilado, incluso cuando está sentada en silencio en su propio salón", en un momento en que amenazaba con suicidarse. En mayo de 1960 comenzó el proceso de divorcio. Leigh denunció el hecho a la prensa e informó a los reporteros de la relación de Olivier con Plowright. A pesar de que Olivier y Plowright no se pudieron casar en principio, tuvieron tres hijos Richard (Diciembre de 1961), Tamsin Agnes Margaret (enero de 1963) y Julie-Kate (Julio de 1966).
En 1961 Olivier aceptó el cargo de director de una nueva propuesta teatral, el Chichester Festival. Para la temporada inaugural de 1962, dirigió dos obras británicas del Siglo XVIIː la comedia de 1638 The Chances de John Fletcher y la tragedia The Broken Heart de John Ford además de una nueva producción de Uncle Vanya. La compañía tenía un sólido reparto con Thorndike, Casson, Redgrave, Athene Seyler, John Neville y Plowright. Las dos primeras obras fueron recibidas cortésmente; la producción de Chéjov atrajo críticas entusiastas. The Times escribió, "Es dudoso que el Teatro de Arte de Moscú pueda mejorar esta producción." La segunda temporada de Chichester al año siguiente fue volver a poner en escena Uncle Vanya y dos nuevas producciones Saint Joan de Bernard Shaw y The Workhouse Donkey de John Arden. En 1963 Olivier recibió otra nominación a los BAFTA por el profesor que es acusado de acosos sexual en Escándalo en las aulas (Term of Trial).

### National Theatre

#### 1963–1968
Al tiempo que el Chichester Festival nacía, empezó a tomar forma la creación del National Theatre. El gobierno británico empezó a enviar fondos a la construcción del South Bank del Támesis. Lord Chandos fue el primer presidente del National Theatre Board en 1962 y en agosto Olivier aceptó ser el primer director de la institución. Contrató a como asistentes a los directores John Dexter y William Gaskill, con Kenneth Tynan como asesor literario. A la espera de la construcción de nuevo teatro, la compañía tuvo su primer punto en el Old Vic. Con el permiso de ambas organizaciones, Olivier continuó al cargo del Chichester Festival durante las tres primeras temporadas del National. Utilizaba los festivales de 1964 y 1965 para dar presentaciones preliminares a las obras que esperaba representar en el Old Vic.
La producción inaugural del National Theatre fue Hamlet en octubre de 1963, protagonizado por Peter O'Toole y dirigido por Olivier. O'Toole era la estrella invitada, una de las excepciones en la que Olivier aceptó coger algún actor fuera de la compañía regular. Entre los que dejaron huella durante la dirección de Olivier estaban Michael Gambon, Maggie Smith, Alan Bates, Derek Jacobi y Anthony Hopkins. Se le recriminó a Olivier ser tan reacio a reclutar a sus compañeros para actuar en su empresa. Evans, Gielgud y Paul Scofield aparecieron puntualmente, y Ashcroft y Richardson nunca actuaron en el National durante la época de Olivier. Robert Stephens, miembro de la compañía, dijo , "El único gran defecto de Olivier eran los celos paranoicos de cualquiera que él pensara que era un rival".
En esta década al frente del National, Olivier actuó en 13 obras y dirigió ocho. Muchos de esas interpretaciones eran papeles secundarios, como el de mayordomo enloquecido en A Flea in Her Ear de Feydeau, el del abogado pomposo en Home and Beauty de Maugham o el del vulgar soldado Capitán Brazen en The Recruiting Officer de Farquhar.
Aparte de su Astrov de Tío Vanya, papel ya conocido por Chichester, su primer papel importante en el National fue Otelo, dirigido por Dexter en 1964. La producción fue toto un éxito y estuvo en cartel de manera regular durante cinco temporadas. Su actuación dividió a la crítica. La mayoría de los críticos y colegas teatrales lo elogiaron mucho. Franco Zeffirelli dijo de ella que era "una antología de todo lo que se conoce sobre la actuación en los últimos tres siglos." Entre los críticos están The Sunday Telegraph, que dijo de ella que era "el tipo de mala actuación de la que solo un gran actor es capaz ... cerca de las fronteras de la autoparodia"; el director Jonathan Miller pensaba que "una visión condescendiente de una persona afrocaribeña". La carga de hacer este papel exigente al mismo tiempo que dirigir la nueva compañía y planificar el traslado al nuevo teatro pasó factura a Olivier. además, se sintió obligado a asumir el papel de Solness en The Master Builder cuando el enfermo Redgrave se retiró del papel en noviembre de 1964. por primera vez, Olivier comenzó a sufrir miedo escénico, que le duró durante muchos años. La producción del National Theatre de Otelo fue llevada al cine en 1965, que consiguió cuatro nominaciones a los Óscar, entre ellas la de Mejor Actor para Olivier.
En el siguiente año, Olivier se centró en la preparación y dirección de The Crucible, interpretando para él el papel cómico de Tattle en Love for Love de William Congreve, y trabajando en la película El rapto de Bunny Lake (Bunny Lake is Missing). En 1966, su único trabajo en la dirección en teatro de Juno and the Paycock. The Times constató que esta producción "restaura la fe en la obra como una obra maestra". En el mismo año, Olivier interpretó al Mahdi en la película Kartum.
En 1967 Olivier se vio envuelto en medio de un enfrentamiento entre Chandos y Tynan por la propuesta de este último de montar Soldiers de Rolf Hochhuth. La obra especulaba sobre un posible complicidad de Churchill en el asesinato del primer ministro polaco Władysław Sikorski, Chandos lo consideró indefendible. A instancias suyas, la junta vetó por unanimidad la producción. Tynan consideró renunciar por esta interferencia a la libertad artística de la gerencia, pero el propio Olivier se mantuvo firme en su lugar, y Tynan también lo estuvo. Por esta época Olivier inició una larga lucha contra una sucesión de enfermedades. Fue tratado de un cáncer de próstata y, durante el rodaje como director de director con Tres hermanas, una adaptación del clásico de Antón Chéjov, fue hospitalizado por neumonía. Se recuperó lo suficiente rápido como para asumir el exigente papel de Edgar en La Danza de la Muerte de Strindberg, la mejor de todas sus interpretaciones aparte de Shakespeare, en la opinión de Gielgud.
Mientras Olivier se encontraba en el hospital afectado por cáncer de próstata, se enteró de la noticia de la muerte de Vivien Leigh. Pero, al ser avisado de la noticia sobre su exesposa, pidió el alta voluntaria y acudió inmediatamente a su lado. Él mismo relata en sus memorias que permaneció junto al cuerpo de Leigh a solas «pidiéndose perdón por todo el daño que se habían hecho». Siempre la recordó como el gran amor de su vida.

#### 1968–1974
Olivier tenía la intención de dejar la dirección del Teatro Nacional al final de su primer contrato de cinco años, una vez después de haber la compañía se trasladase al nuevo edificio. Pero en 1968, a causa de problemas burocráticos, el edificio aun no estaba acabado por lo que estuvo de acuerdo en alargar el contrato cinco años más. Su siguiente papel (y última aparición en una obra de Shakespeare) fue el de Shylock en The Merchant of Venice, la primera vez que interpretaba est obra. Tenía la intención de que Guinness o Scofield interpretaran a Shylock, pero tuvo que ser él cuando ninguno de los dos estaba disponible. La producción de Jonathan Miller con la intepretación de Olivier, atrajo una amplia gama de respuestas. Dos críticos diferentes lo analizaron para "The Guardian". Uno de ellos escribió "este no es un papel que le exija, o por el cual será particularmente recordado"; el otro comentó que la actuación "se ubica como uno de sus mayores logros, abarcando toda su gama interpretativa".
En 1969 Olivier apareció en dos películas bélicas, encarnando a oficiales militares. En una de ellas, encarnó al mariscal de campo francés John French en el film de la Primera Guerra Mundial Oh! What a Lovely War, con el que consiguió otro premio BAFTA, a la que le siguió el Mariscal del Aire Hugh Dowding en La batalla de Inglaterra (Battle of Britain). En junio de 1970 se convirtió en el primer actor en ser nombrado con el título de la corona de "par" por sus servicios al teatro. Aunque en principio rechazó a tal honor, Harold Wilson, el primer ministro en ejercicio, le escribió y posteriormente lo invitó a él y a Plowright a cenar para convencerle de que aceptara.

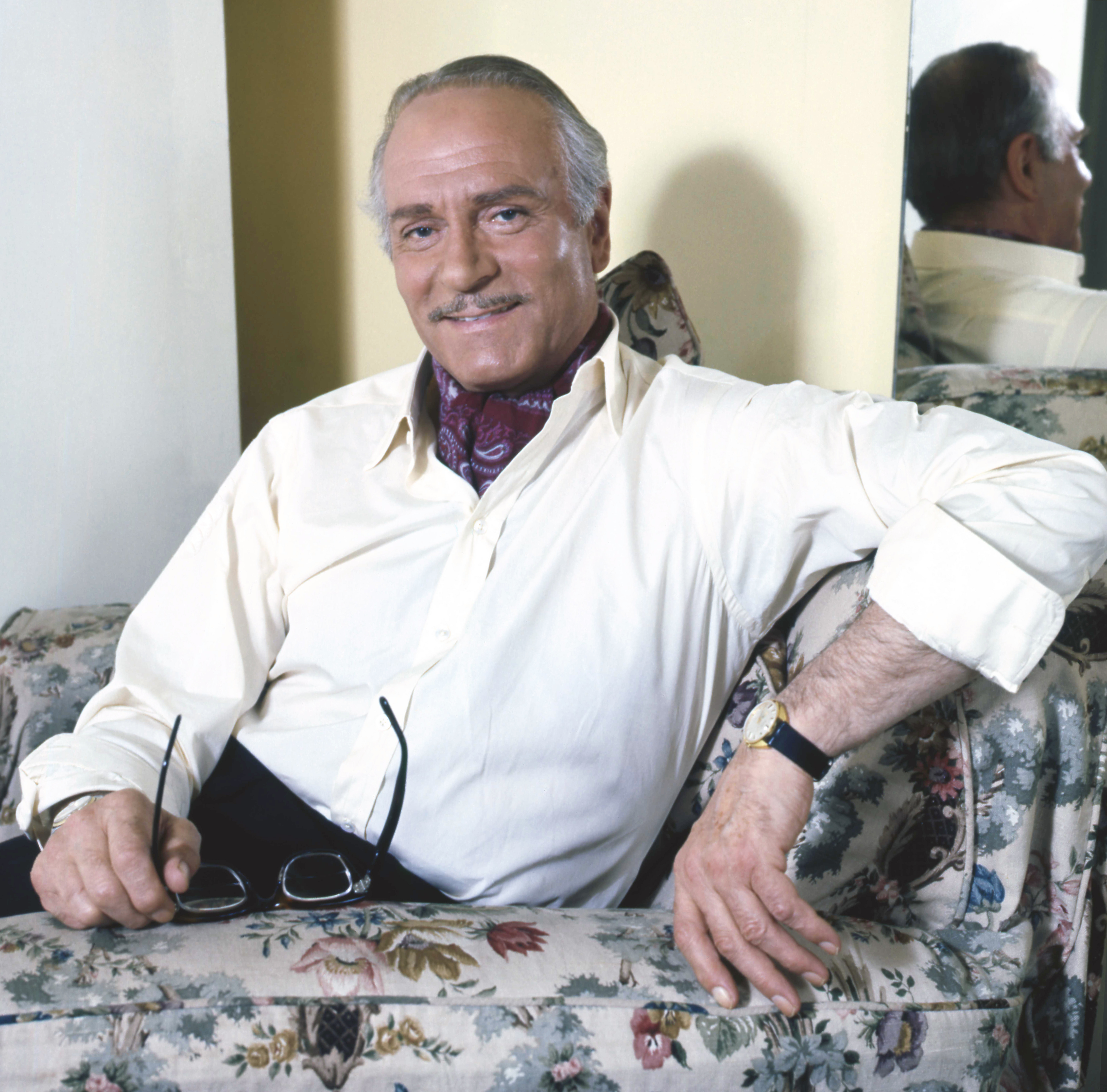
Laurence Olivier en 1972, durante la producción de la huella

Después de Olivier hiciera tres nuevos papeles teatrales: James Tyrone Long Day's Journey into Night de Eugene O'Neill (1971–72), Antonio en Saturday, Sunday, Monday de Eduardo de Filippo y John Tagg en The Party Trevor Griffiths (ambos en 1973–74). Entre los papeles que esperaba interpretar, pero que no pudo por problemas de salud, estaba Nathan Detroit en el musical Guys and Dolls. En 1972 se ausentó del Nacional para protagonizar al lado de Michael Caine el clásico de Joseph L. Mankiewicz la huella (Sleuth), una interpretación que The Illustrated London News considera que vemos a un "Olivier en su mejor momento brillante y deslumbrante". Ambos fgueron nominados a los Premios Óscar al mejor actor, perdiendo la estatuílla ante Marlon Brando por The Godfather.
Las dos últimas obras de Olivier como director fueron Amphitryon de Jean Giradoux (1971) y Eden End de Priestley (1974). Cuando dirigía Eden End, acabó su contrato como director del National Theatre, que fue sustituido por Peter Hall. La junta manejó la sucesión con poco tacto, y Olivier sintió que, aunque había declarado su intención de irse, no lo habían consultado adecuadamente sobre la elección de su sucesor. El más grande de los tres teatros que hay en el interior del edificio del National fe bautizado en su honor, pero su única aparición en el escenario del Teatro Olivier fue en su inauguración oficial por parte junto a la Reina en octubre de 1976, cuando pronunció un discurso de bienvenida, que Hall describió en privado como la parte más exitosa de la velada.

### Últimos años (1975–1989)
Olivier estuvo en sus últimos 15 años mirando por su economía y por su salud, afectado de trombosis y dermatomiositis, una enfermedad degenerativa muscular. Profesionalmente, para seguir teniendo seguridad financiera, hizo anuncios para las cámaras Polaroid en 1972, aunque estipuló que nunca debían verse en Gran Bretaña. También interpretó varios cameos en películas, que se encontraban en "películas a menudo mediocres", según Billington. El paso de Olivier de los papeles protagonistas a papeles secundarios y cameos se debió a que su mala salud significaba que no podía obtener el seguro de salud necesario para papeles más grandes, con solo participaciones breves en películas disponibles.

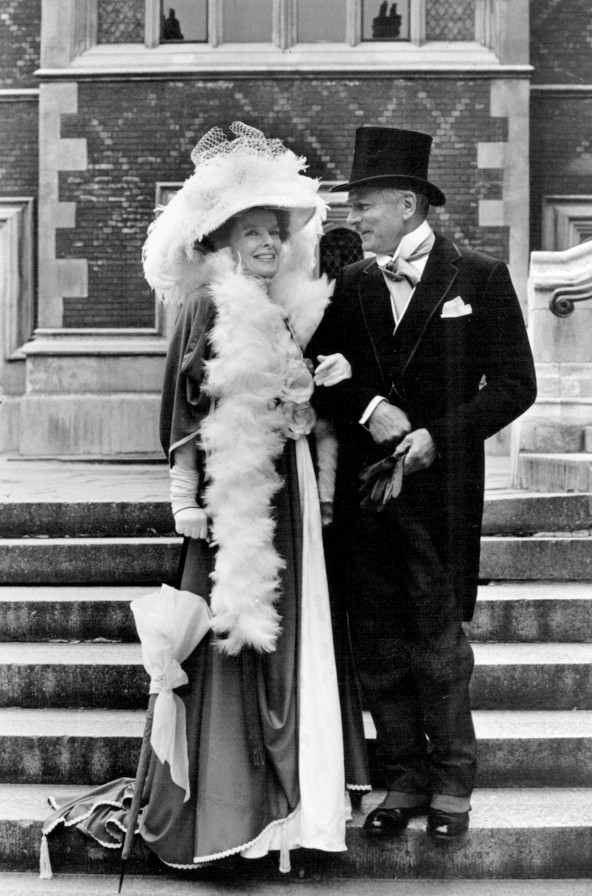
Olivier junto a Katharine Hepburn en un fotografama del telefilm de George Cukor El amor entre ruinas (1975)

A mediados de los 70, Olivier se involucró cada vez más en el trabajo televisivo, un medio que inicialmente despreció. En 1973 fue el narrador del documental de 26 episodios del El mundo en guerra, donde contaba los hechos de la Segunda Guerra Mundial, y consiguió su segundo premio Emmy por Larga jornada hacia la noche (1973). En 1975 ganó otro Emmy por El amor entre ruinas. AL año siguiente, apareció en la versión para la televisión del clásico de Tennessee Williams La gata sobre le tejado de zinc y The Collection de Harold Pinter. Olivier trabajó en miniserie Jesús de Nazaret, donde encarnó a Nicodemo, logrando otra destacada labor. En 1978 apareció en la película Los niños del Brasil (The Boys from Brazil), haciendo el papel de Ezra Lieberman, un cazador de nazis y por la que recibió su undécima y última nominación a los Óscar. Aunque no lo ganó, en esa edición recibió el Óscar Honorario a toda una carrera.
La dermatomiositis de Olivier le llevó a estar hospitalizado los últimos tres meses de 1974 y pasó principios de 1975 recuperándose lentamente y recuperando sus fuerzas. Cuando ya estuvo en condiciones, contactó con el director John Schlesinger, que le ofreció el papel de nazi torturador en el film de 1976 Marathon Man. Olivier se afeitó la coronilla y usó gafas de gran tamaño para agrandar la mirada de sus ojos, en un papel del que David Robinson, escribiría en The Times, "fuertemente interpretado", y agregó que Olivier estaba "siempre en su mejor momento en papeles que requieren que sea sórdido o desagradable o ambos". Por esta actuación, Olivier fue nuevamente nominado al Óscar al mejor actor secundario y ganaría el Globo de Oro en la misma categoría.
Olivier continuó trabajando en el cine en la década de los 80, con papeles como el de The Jazz Singer (1980), Inchon (1981), Motín a bordo (The Bounty) (1984) y Patos salvajes 2 (Wild Geese II) (1985). También trabajó para televisión. En 1981 interpretó el paper de Lord Marchmain en Retorno a Brideshead, donde ganó otro Premio Emmy y, al año siguiente, recibió su décimo y última nominación a los BAFTA por su adaptación a la televisión de la obra John Mortimer A Voyage Round My Father. En 1983 interpretó su último papel shakespiriano como Lear en el King Lear, para Granada Television, ganando su quinto Emmy. Pensó que el papel de Lear era mucho menos exigente que otros héroes trágicos de Shakespeare que había hecho en su carrera: "Bueno, Lear es fácil. Es como todos nosotros, en realidad: es solo un viejo estúpido." Cuando la producción se mostró por primera vez en la televisión estadounidense, el crítico Steve Vineberg escribió:

"Olivier parece haber desechado la técnica esta vez: el suyo es un Lear impresionantemente puro. En su discurso final, sobre el cuerpo sin vida de Cordelia, nos acerca tanto al dolor de Lear que apenas podemos soportar mirar, porque hemos visto al último héroe de Shakespeare que interpretará Laurence Olivier. ¡Pero qué final! En la más sublime de las obras, nuestro mejor actor ha dado una actuación indeleble. Tal vez sería más apropiado expresar simplemente gratitud".

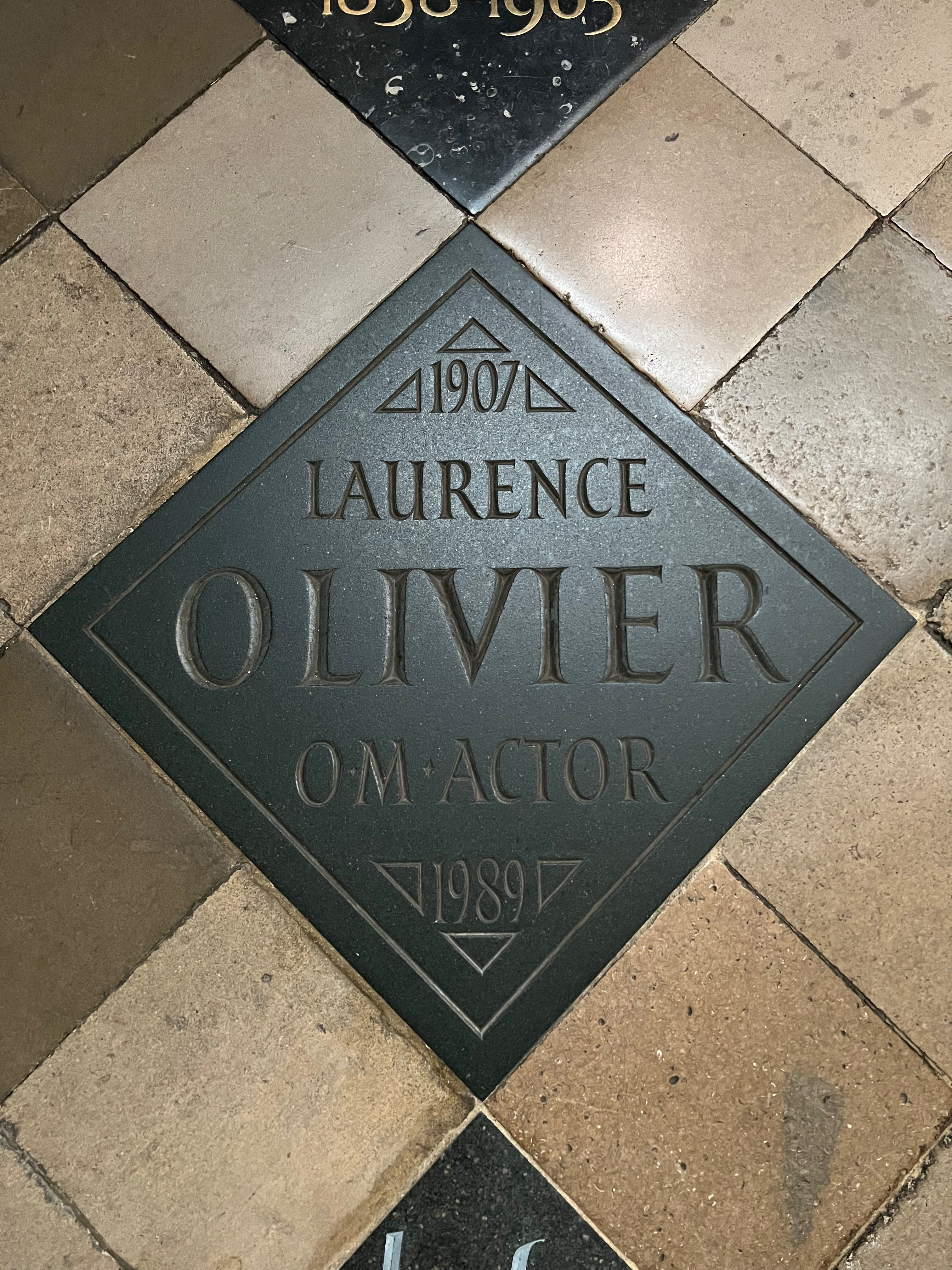
Placa funeraria de Olivier en el Poets' Corner

Ese mismo año pareció en un cameo junto a Gielgud y Richardson en Wagner, con Burton de protagonista. Su aparición final fue el de un veterano de guerra en silla de ruedas en el Derek Jarman War Requiem estrenada en 1989.
Después de ir luchando con su mala salud en sus últimos 22 años, Olivier moriría de una insuficiencia renal el 11 de julio de 1989 a los 82 años en su casa cerca de Steyning. Sus restos fueron incinerados tres días después y sus cenizas fueron depositadas en el Poets' Corner de la Abadía de Westminster en un servicio funerario en octubre de ese mismo año.

## Método de actuación y técnica
Laurence Olivier ha sido descrito por diversos medios especializados en el cine, actores y público, como el dios de la actuación. La técnica de actuación de Olivier fue minuciosamente elaborada y era conocido por cambiar considerablemente su apariencia de un papel a otro. Era muy aficionado al maquillaje, y, a diferencia de Richardson y Gielgud, él cambiaba las voces y los acentos. Su técnica era autodefinida por él como "un trabajo de fuera a adentro". Añadía "Nunca puedo actuar como yo mismo, tengo que tener una almohada debajo de mi jersey, una nariz postiza o un bigote o una peluca (...) No puedo parecerme a mí y ser otra persona." Rattigan describía las transformaciones de Olivier como una manera de "construir su actuación lentamente y con una inmensa disciplina a partir de una masa de pequeños detalles". Su atención a los detalles encantaba a los críticos: Agate remarcaba, "Cuando miro un reloj es para ver la hora y no para admirar el mecanismo. Quiero que un actor me diga la hora del día de Lear pero Olivier no. Me pide que mire las ruedas girar."

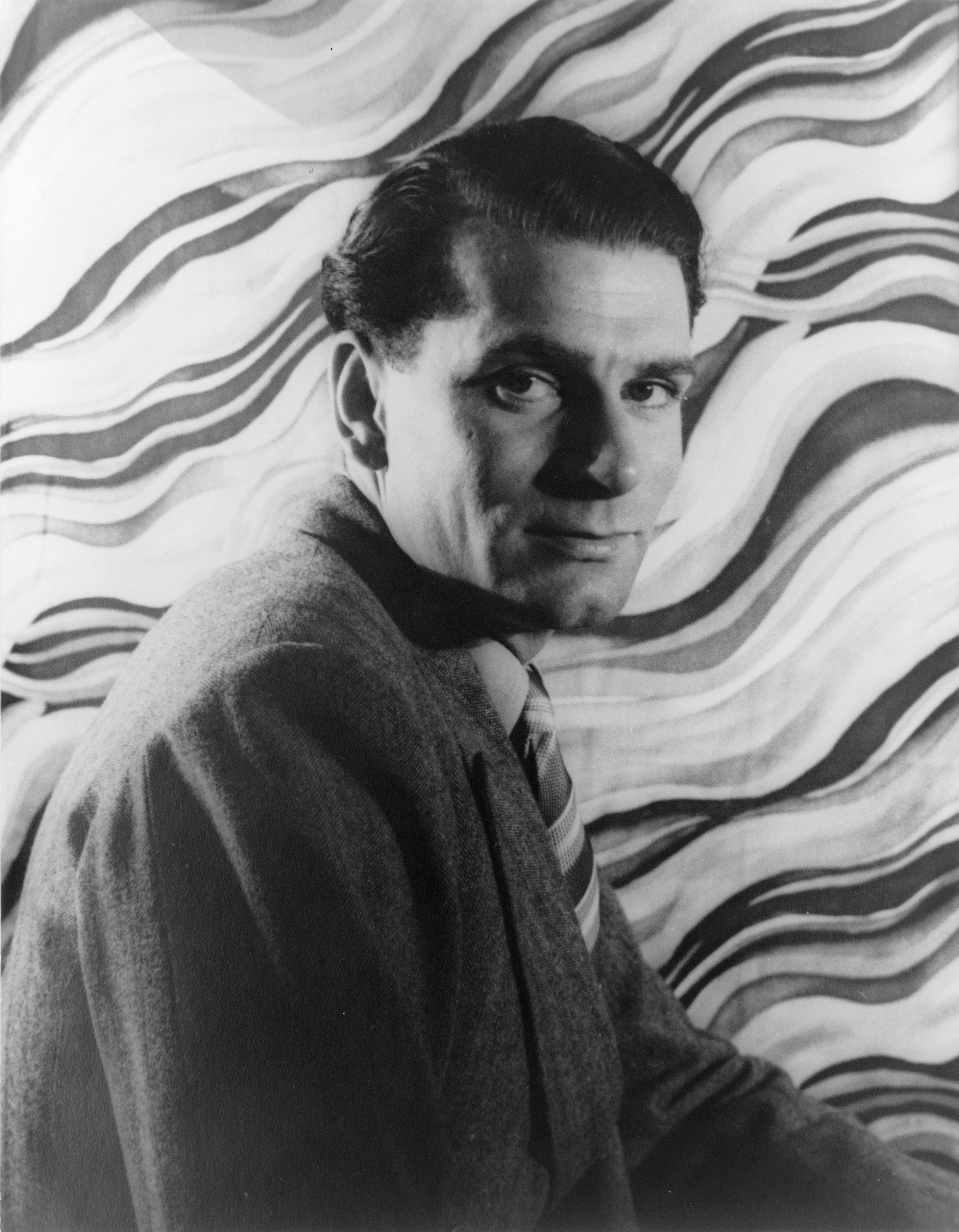
Olivier en 1939

Tynan remarcó a Olivier que "no eres en realidad un actor filosófico o contemplativo"; Olivier era conocido por su desgaste físico en sus actuaciones. Dijo a Tynan que esto era por su influencia de joven de Douglas Fairbanks, Ramon Navarro y John Barrymore en el cine, y del mismo Barrymore en teatro como Hamlet: "tremendamente atlético. Lo admiraba mucho, todos lo hacíamos. ... Uno se creía idiota, flaco como estaba, como una especie de Tarzán." Según Morley, Gielgud era considerado "el mejor actor del mundo del cuello para arriba y Olivier del cuello para abajo." Olivier respondió a este respecto: "Siempre he creído que éramos dos caras de la misma moneda (...) la mitad superior de John, toda espiritualidad, toda belleza, todo lo abstracto; y yo como toda la tierra, la sangre, la humanidad."
Junto a Richardson y Gielgud, Olivier fue internacionalmente reconocido como uno de la "gran trinidad teatral de caballeros" que dominó el escenario británico durante la segunda mitad del siglo XX. En su obituario The Times, Bernard Levin escribió, "Lo que hemos perdido con Laurence Olivier es la "gloria". Lo reflejó en sus grandes papeles; de hecho, caminaba vestido con él, prácticamente podías verlo brillando a su alrededor como un nimbo (...) nadie interpretará jamás los papeles como él los interpretó. Nadie reemplazará el esplendor que le dio a su tierra natal con su genio." Billington commented:

[Olivier] elevó el arte de la actuación del siglo XX ... principalmente por la fuerza abrumadora de su ejemplo. Como Garrick, Kean, e Irving antes que él, dejó el glamour y la emoción de la actuación de modo que, en cualquier teatro del mundo, una noche de Olivier elevaba el nivel de expectación y enviaba a los espectadores a la oscuridad un poco más conscientes de sí mismos y de haber experimentado un toque trascendente de éxtasis. Esa, al final, fue la verdadera medida de su grandeza.

Después de la muerte de Olivier, Gielgud dijo, "siguió la tradición teatral de Kean e Irving. Respetaba la tradición en el teatro, pero también disfrutaba rompiendo la tradición, que es lo que lo hacía tan único. Era dotado, brillante y una de las grandes figuras polémicas de nuestro tiempo en el teatro, lo cual es una virtud y no un vicio en absoluto."
Olivier dijo en 1963 que creía que había nacido para ser actor, pero su colega Peter Ustinov no estaba de acuerdo. comentó que aunque los grandes contemporáneos de Olivier estaban claramente predestinados para el teatro, "Larry podría haber sido un embajador notable, un ministro importante, un clérigo temible. En el peor de los casos, habría actuado los papeles con más habilidad de lo que normalmente se viven." El director David Ayliff estuvo de acuerdo en que la actuación no le llegó instintivamente a Olivier como a sus grandes rivales. Observó, "Ralph era un actor natural, no podía dejar de ser un actor perfecto; Olivier lo hizo a base de puro trabajo duro y determinación." El actor William Redfield tenía una visión similar:

Irónicamente, Laurence Olivier tiene menos talento que Marlon Brando. Es incluso menos dotado que Richard Burton, Paul Scofield, Ralph Richardson y John Gielgud. Pero sigue siendo el actor definitivo del siglo XX. ¿Por qué? Porque quería serlo. Sus logros se deben a la dedicación, la erudición, la práctica, la determinación y el coraje. Es el actor más valiente de nuestro tiempo.

En comparación con otros actores de su generación, Ustinov escribió, "Por supuesto, es vano hablar de quién es y quién no es el mejor actor. Simplemente no existe el mejor actor, pintor o compositor". Sin embargo, algunos colegas, particularmente actores de cine como Spencer Tracy, Humphrey Bogart y Lauren Bacall, llegó a considerar a Olivier como el mejor de sus compañeros. Peter Hall, aunque reconociendo a Olivier como el líder de la profesión teatral, pensaba en Richardson como el gran actor. El reclamo de Olivier a la grandeza teatral radica no solo en su actuación, sino como, en palabras de Hall, "el hombre supremo del teatro de nuestro tiempo", pionero del National Theatre de Gran Bretaña. Como decía Bragg, "nadie duda que el National es quizás su monumento más eterno".

## Premios
Premios Óscar
Fue el primer actor que estuvo nominado a algún premio interpretativo por la Academia en cinco décadas consecutivas; sólo Meryl Streep, Jack Nicholson y Michael Caine lo lograron posteriormente. No obstante, es el único que siempre fue nominado como mejor actor principal, ya que Nicholson en los 60 y Streep en los 70 sólo fueron nominados como actores de reparto.
| Año  | Categoría              | Película             | Resultado |
| ---- | ---------------------- | -------------------- | --------- |
| 1940 | Mejor actor            | Cumbres borrascosas  | Nominado  |
| 1941 | Mejor actor            | Rebeca               | Nominado  |
| 1947 | Óscar honorífico       | Enrique V            | Ganador   |
| 1947 | Mejor actor            | Enrique V            | Nominado  |
| 1949 | Mejor película         | Hamlet               | Ganador   |
| 1949 | Mejor director         | Hamlet               | Nominado  |
| 1949 | Mejor actor            | Hamlet               | Ganador   |
| 1957 | Mejor actor            | Ricardo III          | Nominado  |
| 1961 | Mejor actor            | El animador          | Nominado  |
| 1966 | Mejor actor            | Otelo                | Nominado  |
| 1973 | Mejor actor            | La huella            | Nominado  |
| 1977 | Mejor actor de reparto | Marathon Man         | Nominado  |
| 1979 | Óscar honorífico       | Óscar honorífico     | Ganador   |
| 1979 | Mejor actor            | Los niños del Brasil | Nominado  |

Premios BAFTA
| Año  | Categoría                 | Película                      | Resultado |
| ---- | ------------------------- | ----------------------------- | --------- |
| 1949 | Mejor película            | Hamlet                        | Ganador   |
| 1953 | Mejor actor británico     | Carrie                        | Nominado  |
| 1956 | Mejor actor británico     | Ricardo III                   | Ganador   |
| 1956 | Mejor película            | Ricardo III                   | Ganador   |
| 1958 | Mejor actor británico     | El príncipe y la corista      | Nominado  |
| 1960 | Mejor actor británico     | The Devil's Disciple          | Nominado  |
| 1961 | Mejor actor británico     | El animador                   | Nominado  |
| 1963 | Mejor actor británico     | Term of Trial                 | Nominado  |
| 1969 | Mejor actor de reparto    | Oh! What a Lovely War         | Ganador   |
| 1974 | Mejor actor               | La huella                     | Nominado  |
| 1974 | Mejor actor de televisión | Long Day's Journey Into Night | Nominado  |
| 1976 | Academy Fellowship Award  | —                             | Ganador   |
| 1983 | Mejor actor de televisión | A Voyage Round My Father      | Nominado  |

Premios Globo de Oro
| Año  | Categoría                | Película         | Resultado |
| ---- | ------------------------ | ---------------- | --------- |
| 1949 | Mejor actor protagonista | Hamlet           | Ganador   |
| 1961 | Mejor actor - Drama      | Spartacus        | Nominado  |
| 1973 | Mejor actor - Drama      | Sleuth           | Nominado  |
| 1977 | Mejor actor de reparto   | Marathon Man     | Ganador   |
| 1980 | Mejor actor de reparto   | A Little Romance | Nominado  |
| 1983 | Premio Cecil B. DeMille  | —                | Ganador   |

Premios Emmy
| Año  | Categoría                                      | Película                      | Resultado |
| ---- | ---------------------------------------------- | ----------------------------- | --------- |
| 1960 | Mejor actor - Miniserie o telefilme            | The Moon and the Sixpence     | Ganador   |
| 1970 | Mejor actor - Miniserie o telefilme            | David Copperfield             | Nominado  |
| 1973 | Mejor actor - Miniserie o telefilme            | Long Day's Journey Into Night | Ganador   |
| 1974 | Mejor actor - Miniserie o telefilme            | The Merchant of Venice        | Nominado  |
| 1975 | Mejor actor - Miniserie o telefilme            | Love Among the Ruins          | Ganador   |
| 1982 | Mejor actor de reparto - Miniserie o telefilme | Brideshead Revisited          | Ganador   |
| 1984 | Mejor actor - Miniserie o telefilme            | King Lear                     | Ganador   |
| 1987 | Mejor actor de reparto - Miniserie o telefilme | Lost Empires                  | Nominado  |

Premio David de Donatello
| Año  | Categoría                 | Película    | Resultado |
| ---- | ------------------------- | ----------- | --------- |
| 1957 | Mejor película extranjera | Enrique III | Ganador   |
| 1957 | Mejor actor extranjero    | Enrique III | Ganador   |
| 1973 | Mejor actor extranjero    | La huella   | Ganador   |

Festival Internacional de Cine de Venecia
| Año  | Categoría                            | Película  | Resultado |
| ---- | ------------------------------------ | --------- | --------- |
| 1946 | Menciones especiales                 | Enrique V | Ganador   |
| 1948 | Gran Premio Internacional de Venecia | Hamlet    | Ganador   |

Festival Internacional de Cine de Karlovy Vary
| Año  | Categoría                     | Película    | Resultado |
| ---- | ----------------------------- | ----------- | --------- |
| 1960 | Trofeo de plata a mejor actor | el Animador | Ganador   |

Festival Internacional de Cine de Berlín
| Año  | Categoría    | Película    | Resultado |
| ---- | ------------ | ----------- | --------- |
| 1956 | Oso de Plata | Ricardo III | Ganador   |

Premios Tony
| Año  | Categoría                                   | Trabajo                 | Resultado |
| ---- | ------------------------------------------- | ----------------------- | --------- |
| 1958 | mejor actor principal en una obra de teatro | The Entertainer         | Nominado  |
| 1969 | Premio Tony especial                        | trayectoria profesional | Ganador   |

Evening Standard Theatre Awards
| Año  | Categoría                     | Obra                          | Resultado |
| ---- | ----------------------------- | ----------------------------- | --------- |
| 1957 | Mejor actor de obra de teatro | The Entertainer               | Ganador   |
| 1967 | Mejor actor de obra de teatro | The Dance of Death            | Ganador   |
| 1972 | Mejor actor de obra de teatro | Long Day's Journey into Night | Ganador   |